# Norra begravningsplatsen

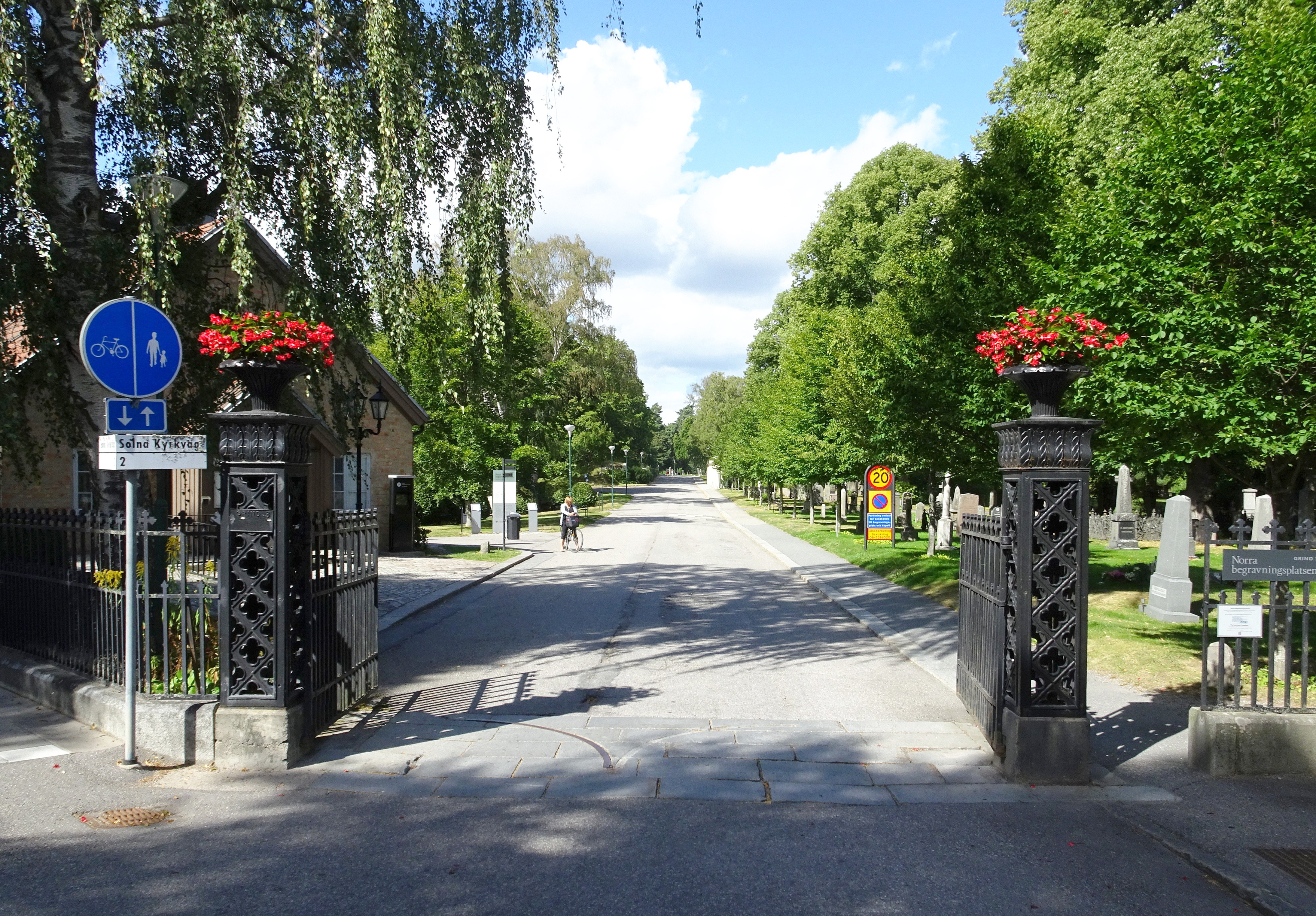
Entré från grind 3 med Stora gravkorsets väg norrut, augusti 2020.

Norra begravningsplatsen  är en av Sveriges största begravningsplatser och förvaltas av Stockholms kommun. Den är belägen i Solna kommun, cirka 1 kilometer nordväst om Norrtull i Stockholms innerstad. Kyrkogården avgränsas av motorvägen Uppsalavägen E4 i öster, Solna kyrkväg i söder, Banvaktsvägen, Källvägen och Spetsgatan i väster och Hagavägen i norr. Inom området finns några huvudstråk, såsom Linvävarvägen, Stora Gravkorets väg, Norra Krematoriets väg, Aftonstjärnans väg, Morgonstjärnans väg, Sommarvindsvägen, Vårvindsvägen, Ljuslågevägen, Solglimtsvägen, Solregnsvägen och Klockarbacksvägen.

## Allmänt

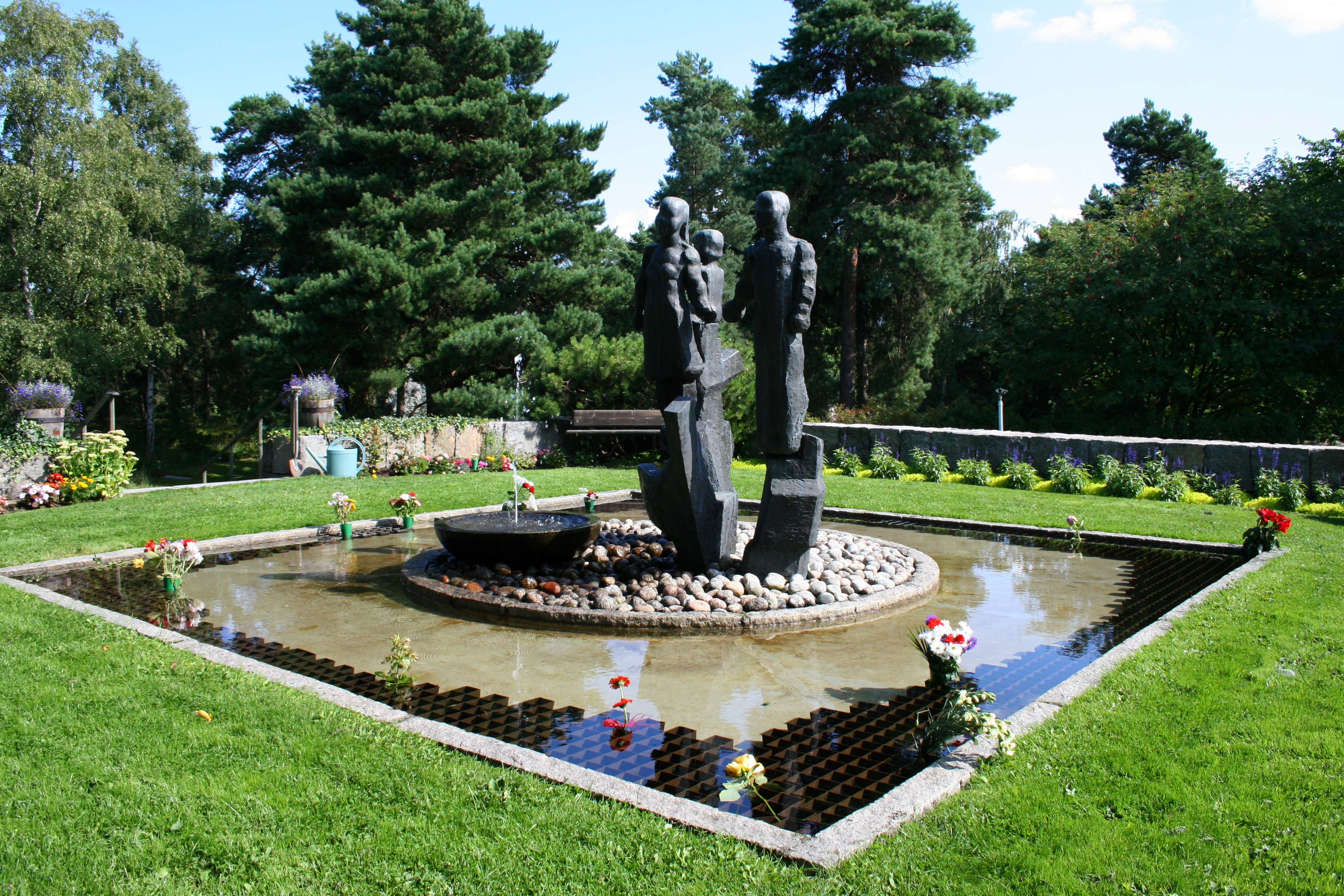
Minneslunden.

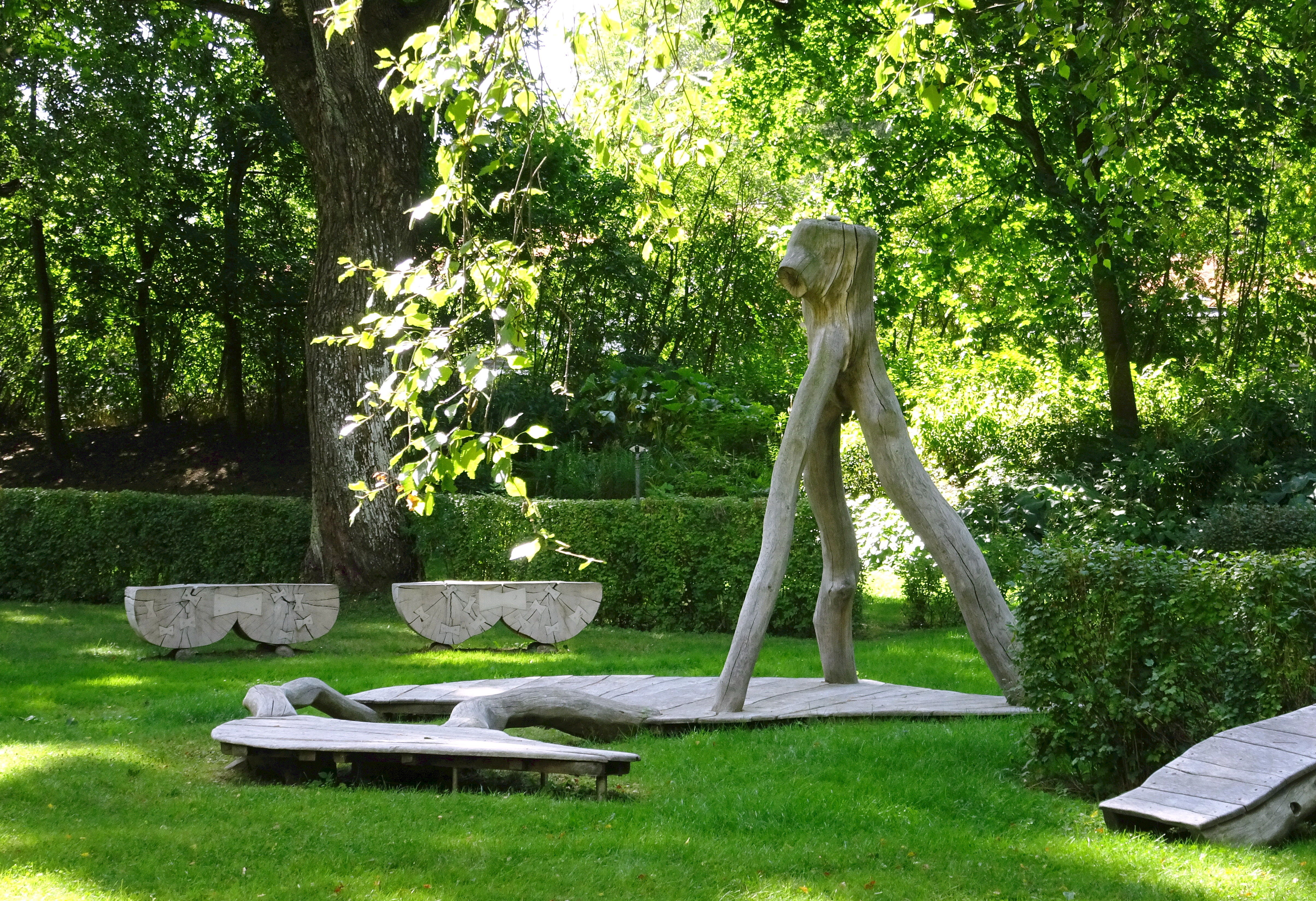
Barngravskvarteret med klätterträd.

Den största delen av kyrkogården förvaltas av Stockholms kommun, men där finns dessutom en katolsk och en judisk begravningsplats med egna förvaltare. Den katolska begravningsplatsen anlades 1847 norr om den äldsta delen av kyrkogården och intill den katolska delen ligger den judiska begravningsplatsen, som anlades 1857. Även på de katolska och judiska begravningsplatserna finns kapell.
Norra begravningsplatsen gränsar i söder till Solna kyrkväg, där Solna kyrka ligger, och till Solna kyrkby, som området kring Solna kyrka kallas. Söder om Solna kyrkväg och begravningsplatsen ligger Karolinska sjukhuset. Begravningsplatsen rymmer cirka 33 000 gravplatser och markytan är cirka 62 hektar. Nivåskillnaderna på området är stora. Det äldsta området är plant. Ett skogsområde bevarades i den centrala delen av platsen och i områdets västra del ligger den höga bergformationen, Lindhagens kulle. I den norra delen av området är det öppnare, här har Stockholms kyrkogårdsförvaltning anlagt ett barnkvarter där det är tänkt att barn skall begravas.  I
barngravskvarteret skiljer sig materialiteten från den övriga omgivningen, bland annat finns en lekyta med stockar och liggande klätterträd.
Genom begravningsplatsens område sträcker sig gångbanor och körbara vägar. Huvudvägen som går genom hela området från norr till söder är Stora gravkorsets väg. Vägarna delar in kvarteren, som ofta går samman i torgliknande platser. Inom området har man planerat många alléer av lindar och andra ädellövträd samt klippta häckar och buskar. Mycket växtlighet omger och skuggar gravarna och minnesvårdarna, som står relativt tätt. Vid de tio ingångarna som är numrerade Grind 1–10 finns järnportar med genombrutna gjutjärnsstolpar i gotisk stil, krönta av planteringsurnor i gjutjärn. Hela begravningsplatsen omges av ett 3,6 kilometer långt, svartmålat gjutjärnsstaket.
På den högsta punkten ligger minneslunden. Arkitekt Jan Wahlman har formgett minneslunden som invigdes 1978. Som ett anonymt gravskick skapades minneslundar. Minneslundarna har fått en mer central plats som smycknings- och meditationsplats med tiden. Detta ger karaktär åt begravningsplatser och kyrkogårdar. På minneslundens smyckningsplats finns en skulpturgrupp av skulptören Anita Brusewitz-Hansson som heter Musik i grenverk.
Gravsättning på Norra begravningsplatsen sker genom nedsättning av kistor och urnor vid individuella kistgrav- eller urngravplatser eller genom gravsättning av aska i minneslund eller i askgravlund.
På Norra begravningsplatsen finns två kapell för begravningsceremonier, dessa är Norra kapellet och Stora gravkoret.
Kyrkogårdens bevattningskar är enhetligt gestaltade. De tillkom i samband med en gjutjärnstävling 1921 och formgavs av arkitekt Peder Clason samt började produceras 1923 på Näfveqvarns Bruk. Det maritimt inspirerade karet med skeppsmotiv på sidan och en vattenutkastare i form av en delfin kallas ”Delfinkaret” och levererades även till Sandsborgskyrkogården. Kyrkogårdens cylindriska informationspelare tillverkades också på Näfveqvarns Bruk och är gestaltade av Gunnar Asplund.

### Allmänna bilder

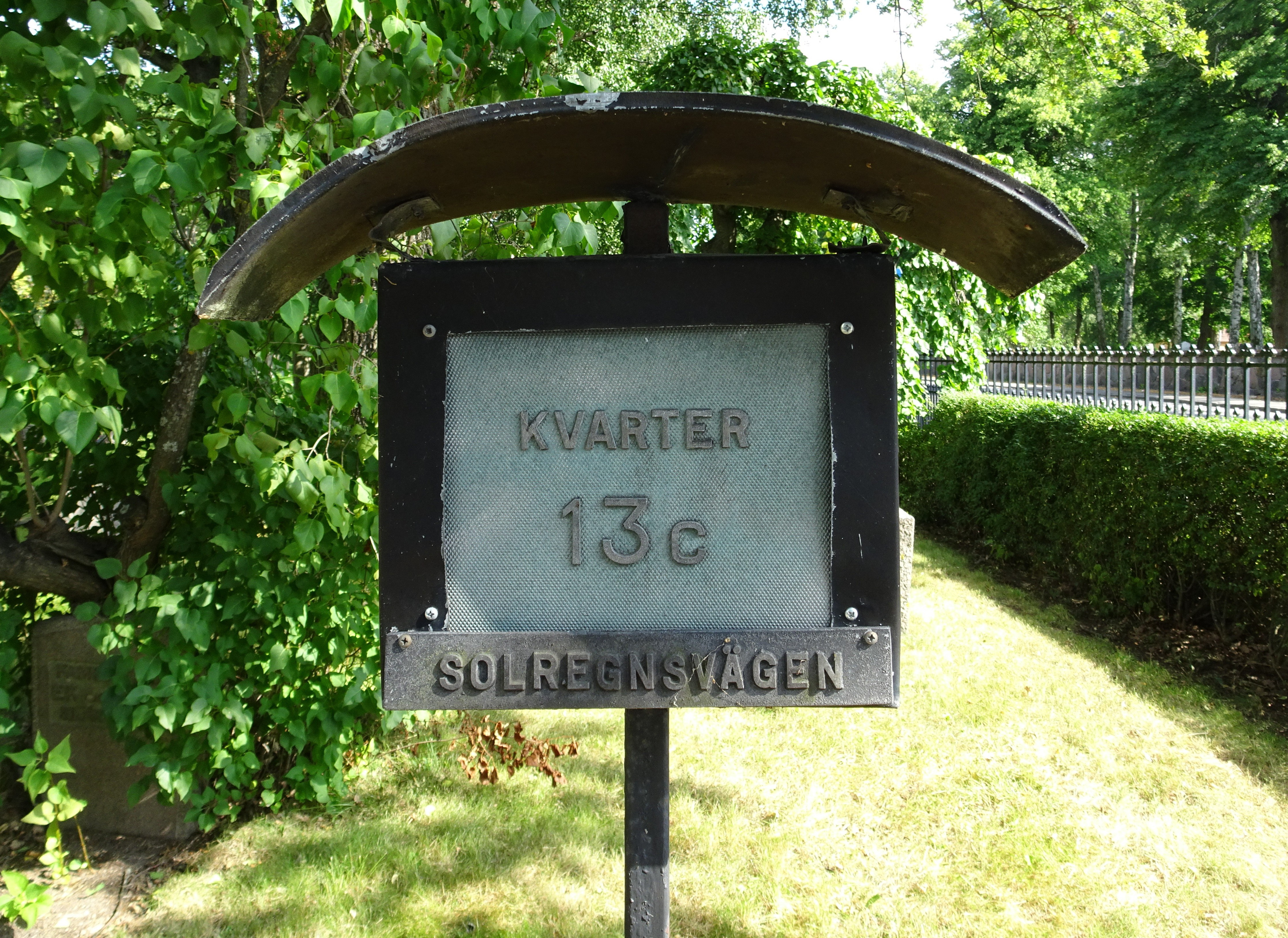
Enhetliga kvartersskyltar.
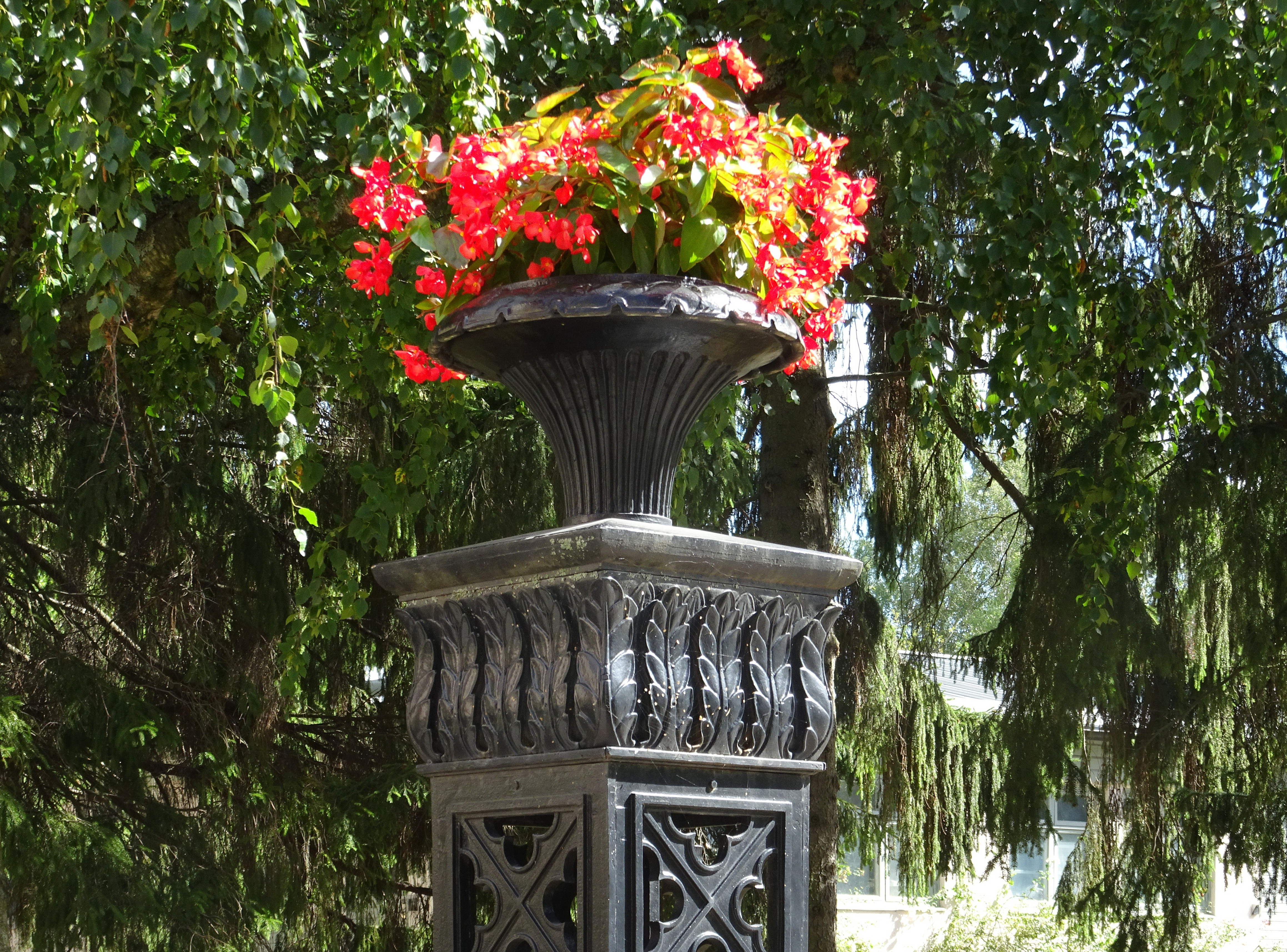
Planteringsurna på grindstolparna.
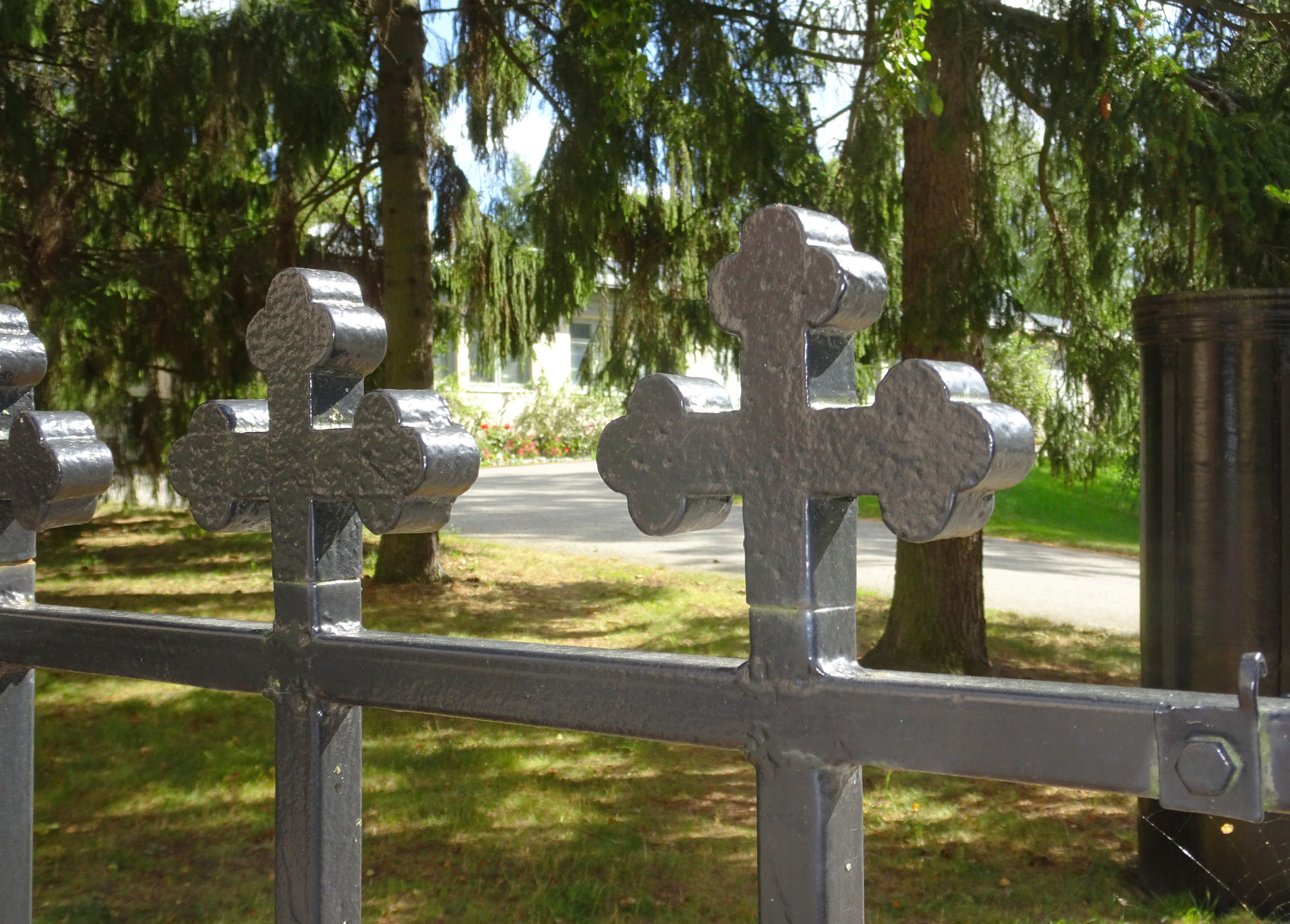
Gjutjärnskors på staketen.
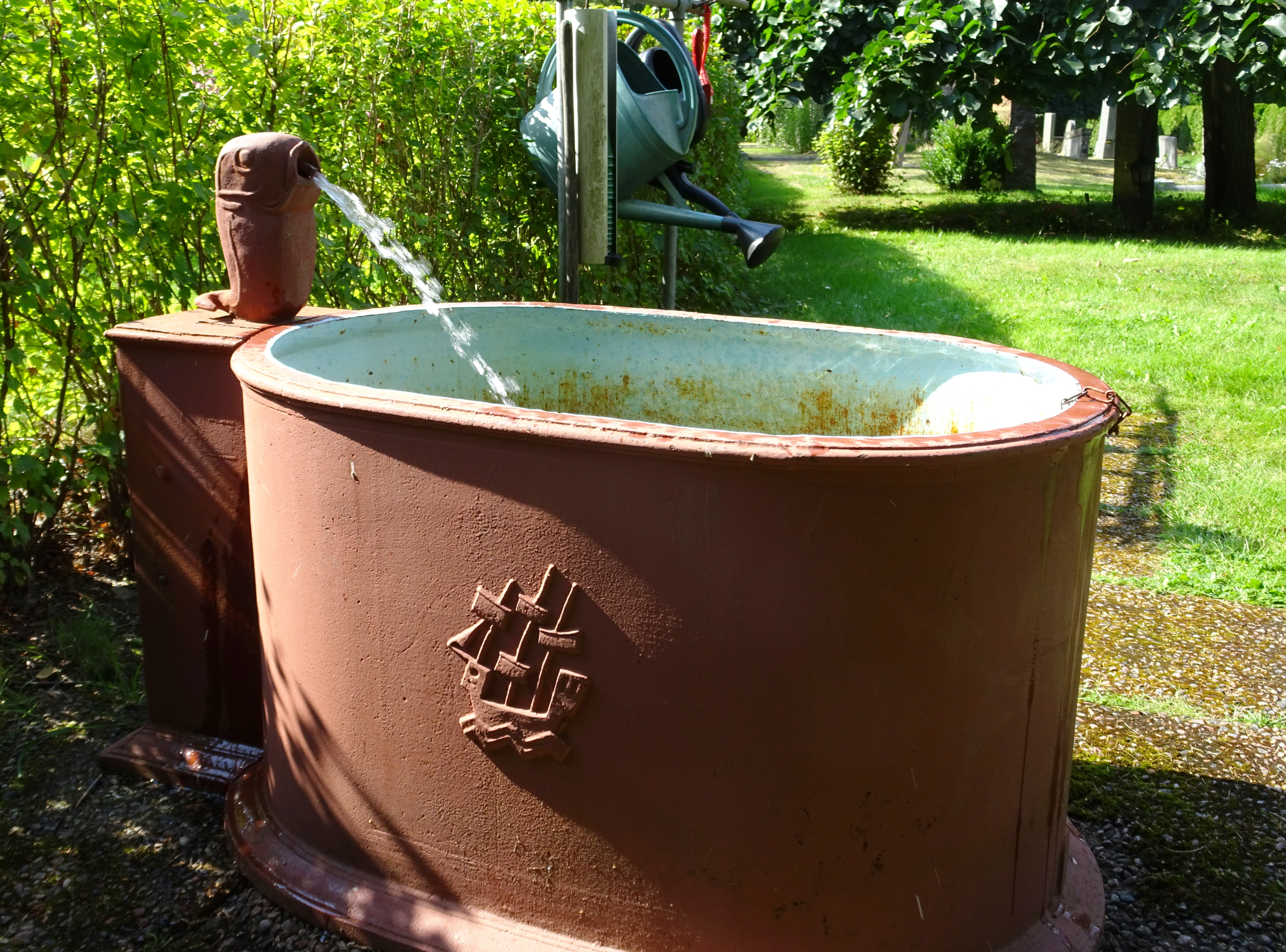
Peder Clasons "Delfin-kar" från 1921.
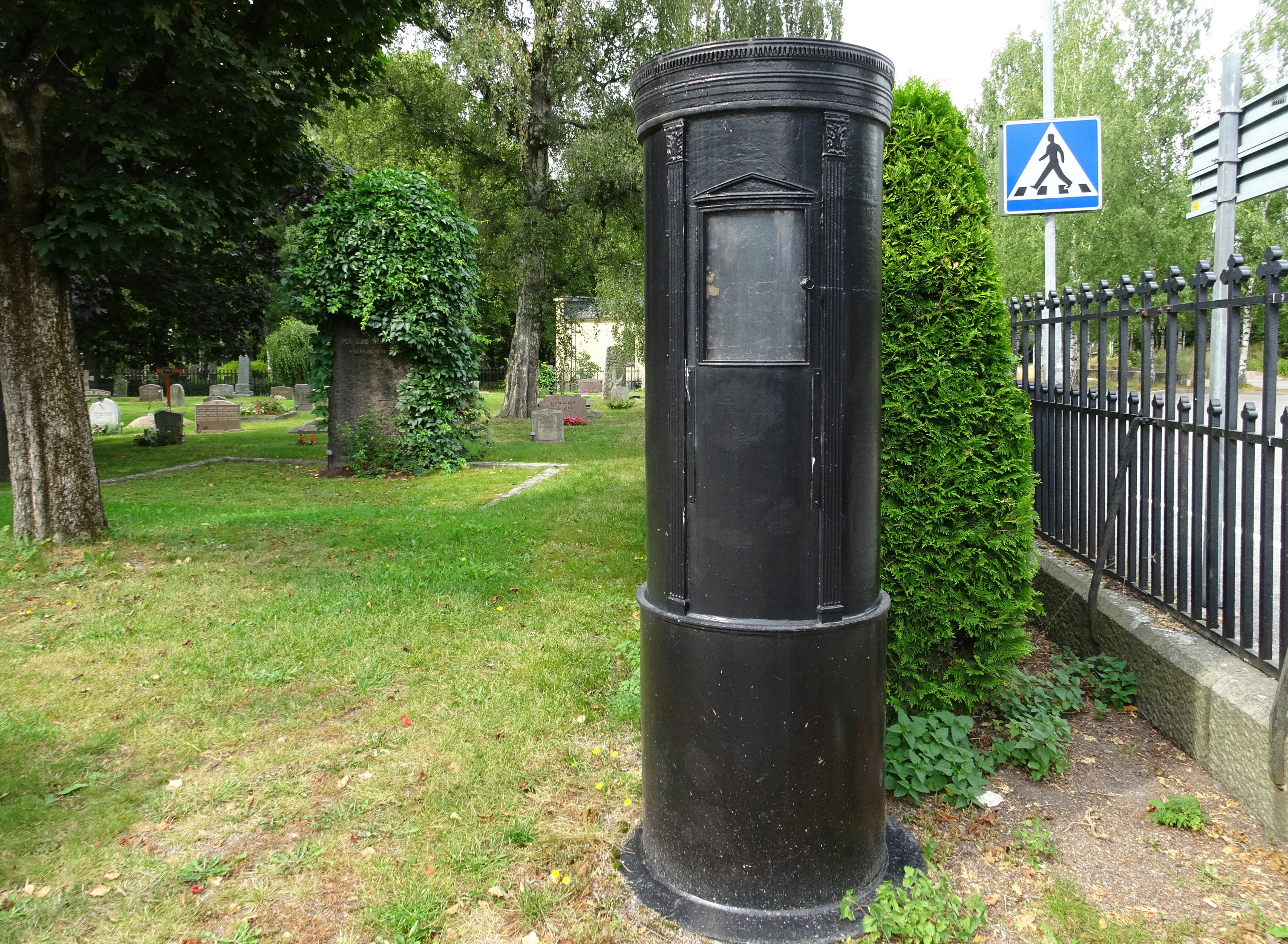
Gunnar Asplunds informationspelare.

## Historik
År 1815 uppläts ett område, som tillhörde Karlbergs kungsgård, till allmän begravningsplats för Stockholms invånare. Byggnationen av begravningsplatsen påbörjades år 1815. Kyrkogården är till sin huvuddel anlagd som en klassicistisk park med monumentala trädalléer, där gravarna ligger i regelbundna kvarter. Begravningsplatsen invigdes den 9 juni 1827 av pastor primarius, ärkebiskopen och psalmdiktaren Johan Olof Wallin (1779–1839), som också är begravd här. Den kallades ännu på 1910-talet "Nya kyrkogården". Begravningsplatsen utvidgades och anpassades flera gånger efter stadens växande behov, särskilt under 1860- och 1870-talen. Den sydöstra delen är den äldsta och den planerades av arkitekten Carl-Gustaf Blom-Carlsson efter fransk-klassicistiskt inflytande.

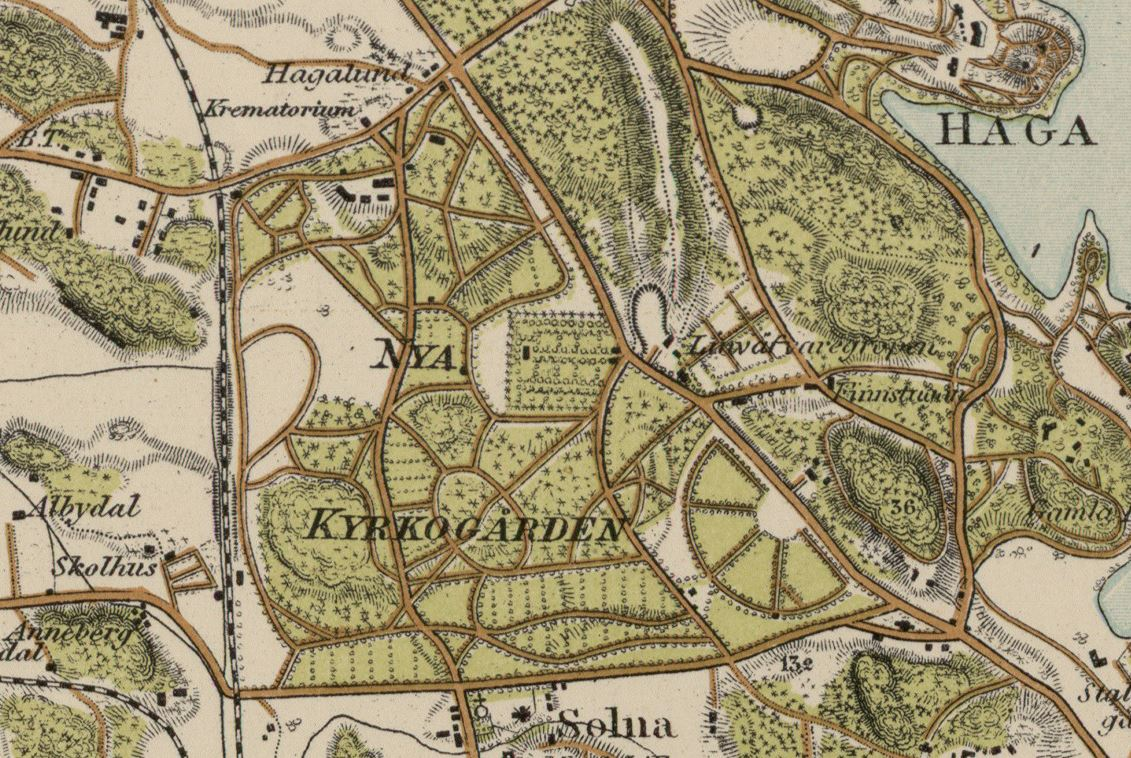
"Nya Kyrkogården", 1860-tal.
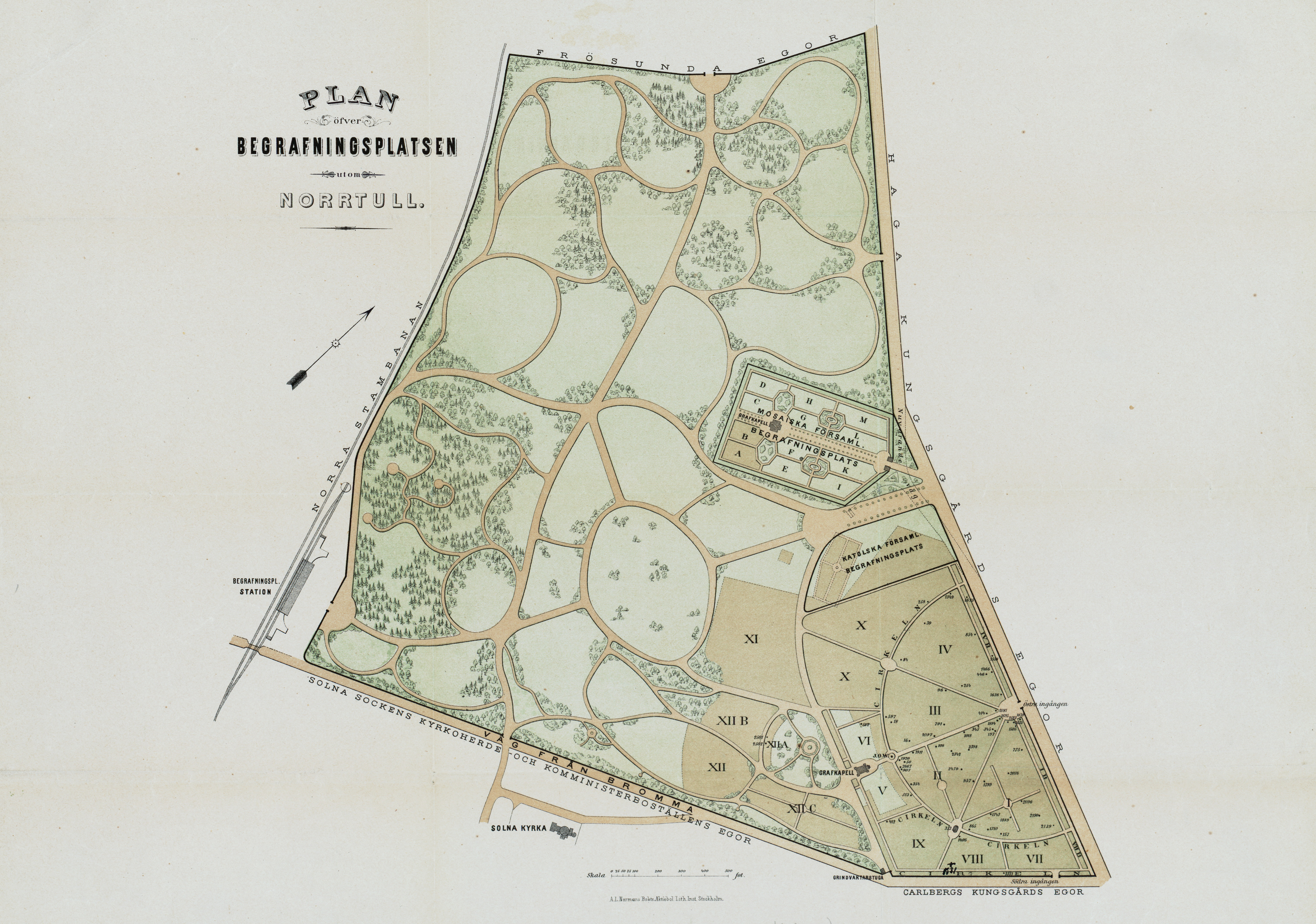
"Plan öfver Begrafningsplatsen utom Norrtull", 1880-tal.
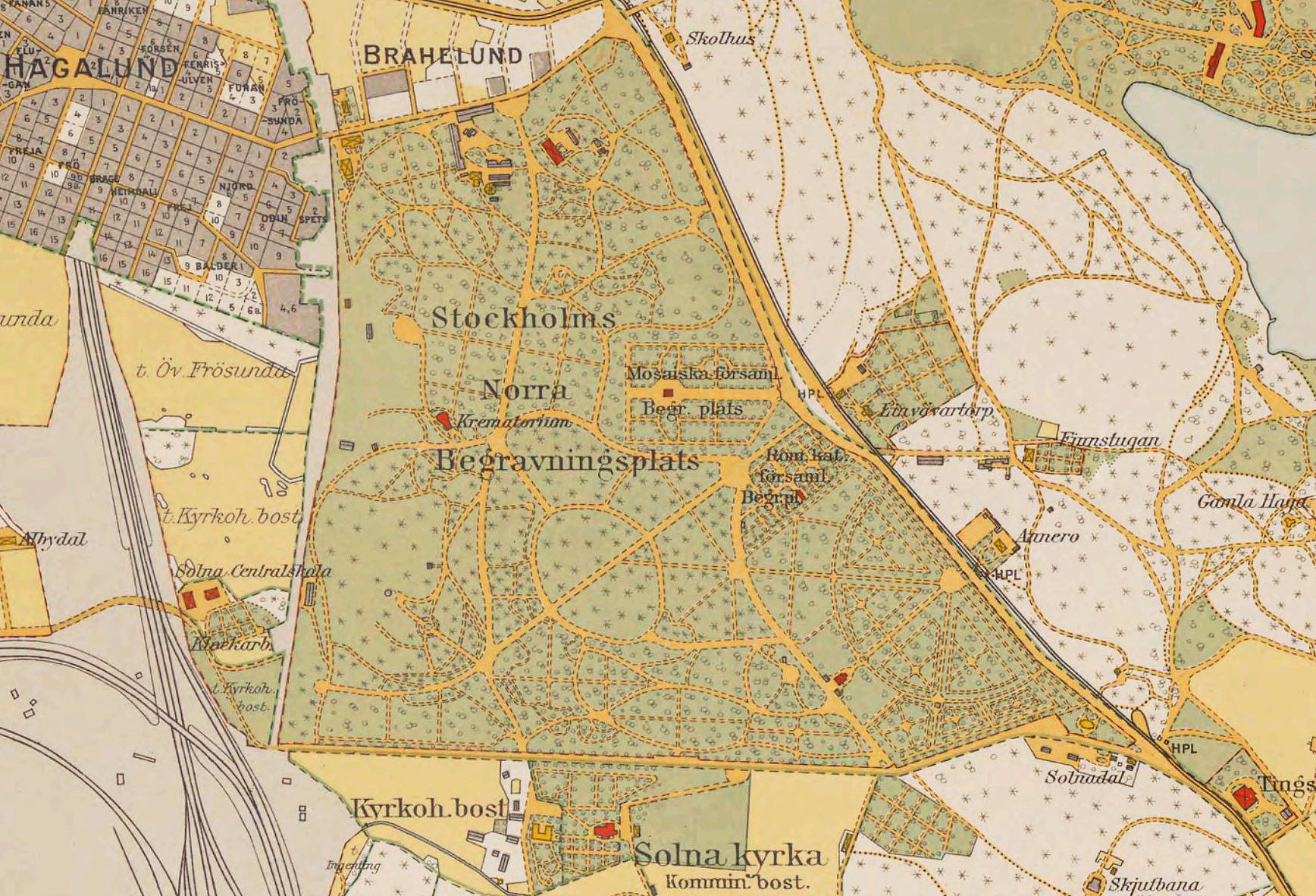
"Stockholms Norra Begravningsplats, 1930-tal.

Johan Olof Wallins egen grav är på samma plats, som där han själv tolv år tidigare stod och talade vid invigningen av begravningsplatsen. I Johan Olof Wallins tal vid invigningen använde han följande ofta citerade ord: "Veten I på vilket rum I ären? I stån ju på Edra egna gravar!" Ursprungligen omfattade begravningsplatsen kvarteren 1–4 och därefter utökades kvarteren etappvis, såsom ovan nämnts. Även i de äldre områdena tillkommer nya gravar.
Många arkitekter har varit inblandade i utformandet av denna begravningsplats som Gustaf Lindgren, Gunnar Asplund, Sigurd Lewerentz och Lars Israel Wahlman. Tillsammans utvecklade de Norra begravningsplatsen till en av landets mest imponerande och innehållsrika anläggningar. Det finns många skulpturer, reliefer och andra konstnärliga utsmyckningar som är skapade av några av Sveriges mest framstående skulptörer, bland dem Carl Eldh och Carl Milles. De flesta gravarna har gravvårdar av sten eller gjutjärn och de inramas av stenlister, staket eller häckar. I områdets nordvästra del har kyrkogården en friare parkkaraktär, som är anpassad till terrängen och här finns också en naturlig tallvegetation.

### Dalkullor och kullkaserner
Kyrkogårdens praktiska arbete med vården av gravarna sköttes under sommarhalvåret av dalkullor från Rättvik. Till en början inkvarterades kyrkogårdskullorna i torpen Myrbaddet och Solbaddet, belägna intill nuvarande Haga norra vilka förvärvades 1867 från Stora Frösunda. 1890 respektive 1906 uppfördes två så kallade ”kullkaserner” i kyrkogårdens nordvästra hörn. Här fanns logement och kök med plats för 120 kvinnor. För bostaden betalade man hyra var fjortonde dag och ordningsreglarna var stränga och militäriska. Det fanns i regel omkring 100 kullor som var indelade i arbetslag, kader, efter gravkvarteren. 
Folkdräkt var obligatorisk i tjänsten fram till år 1917. Majoriteten av kullorna var mellan 19 och 21 år, timpenningen år 1895 var 10–12 öre. Kullorna fick arbeta 12 timmar om dagen, sex dagar i veckan. På söndagarna sysslade de också med vakttjänstgöring och att hjälpa besökande tillrätta. På ett fotografi från 1891 syns kyrkogårdsnämndens trädgårdsarbetarkår med kullorna klädda i folkdräkt med kullkasernen i bakgrunden. Kullkasernerna användes fram till 1920-talets mitt och revs på 1960-talet. Verksamheten med dalkullor upphörde 1930. Liknande arrangemang fanns även vid Sandsborgskyrkogården.

### Bilder, trädgårdsarbetare

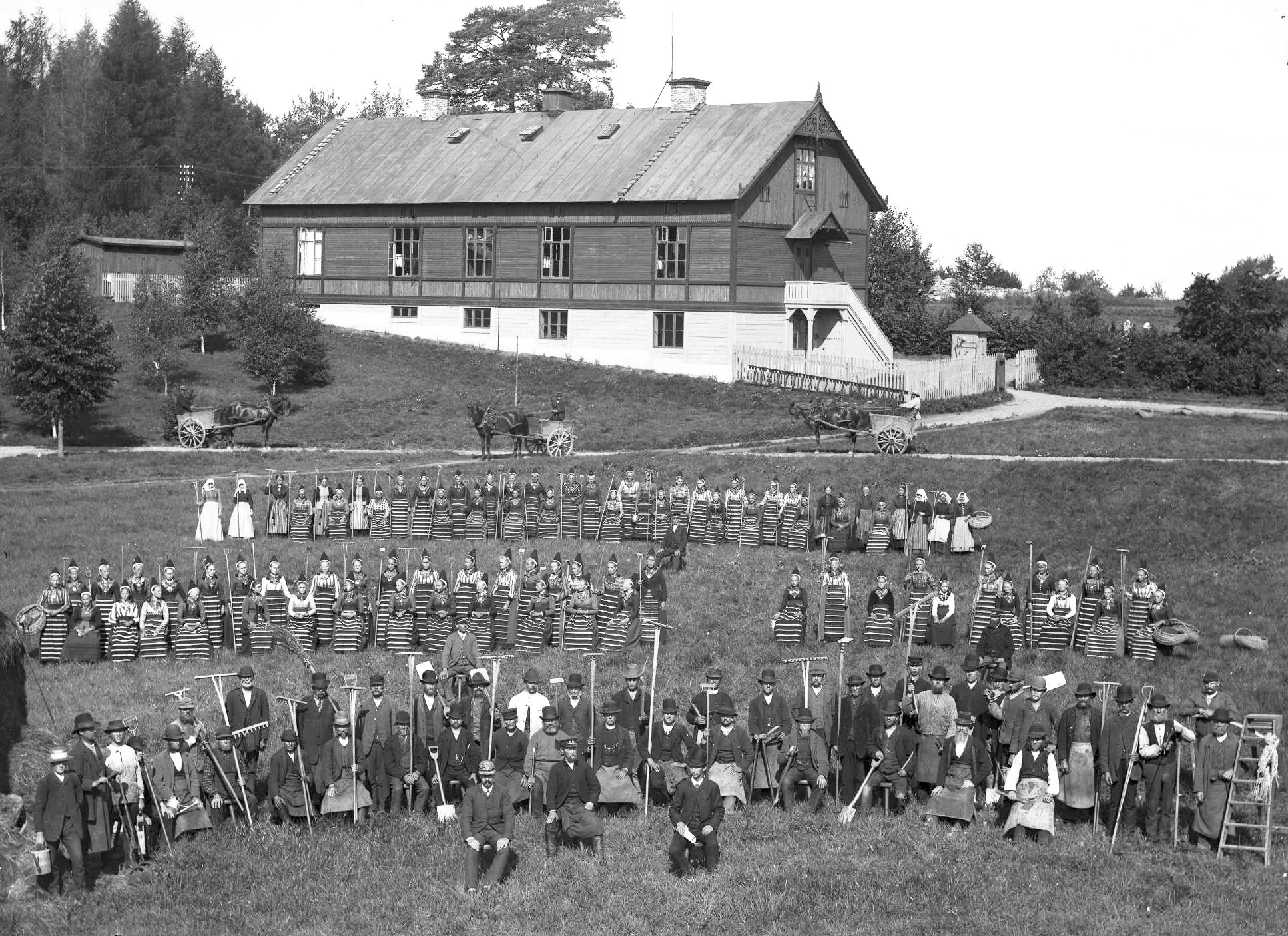
Kyrkogårdsnämndens trädgårdsarbetarkår med "Kullkasernen" i bakgrunden, 1891.
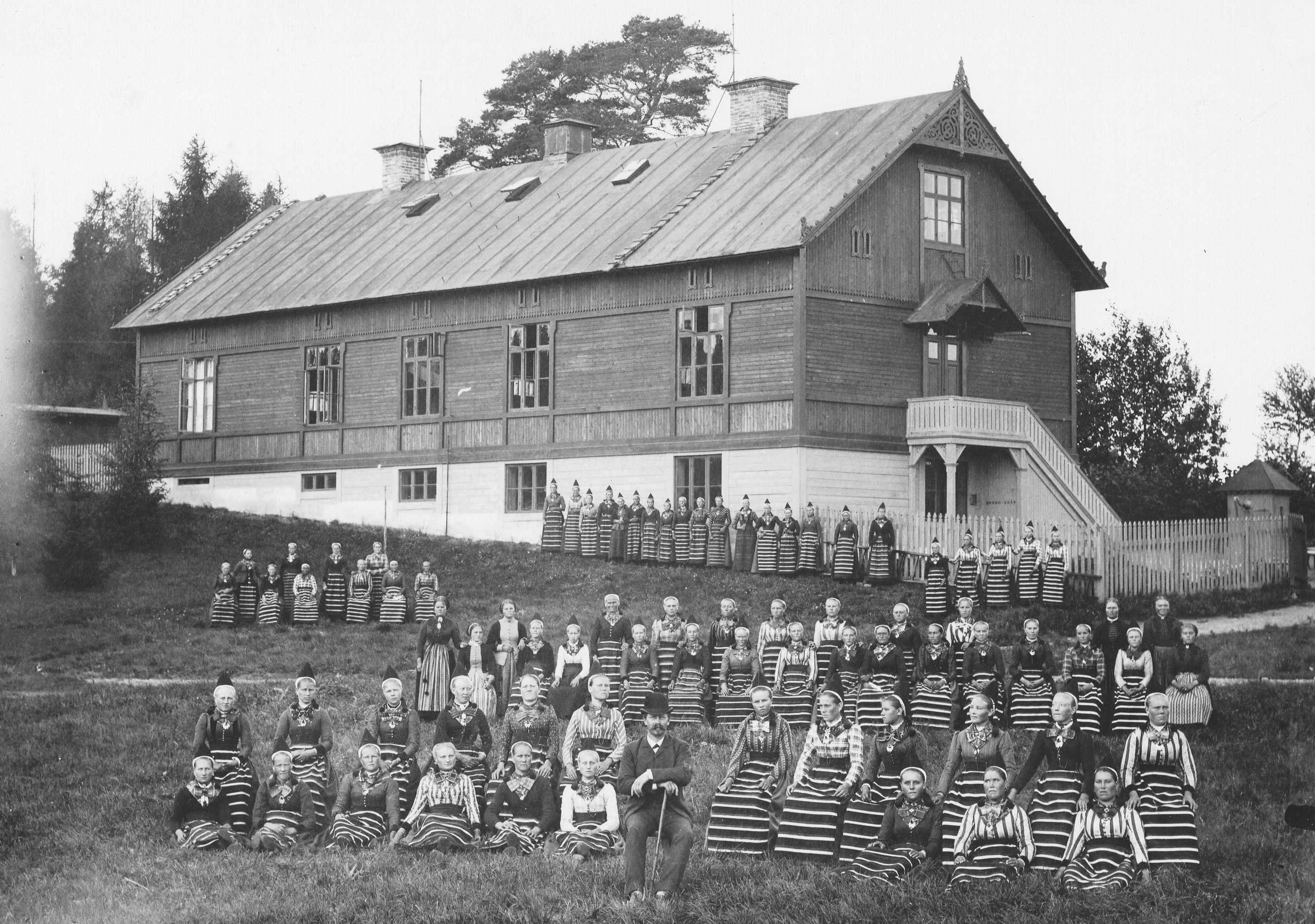
Dalkullor framför "Kullkasernen", 1891.
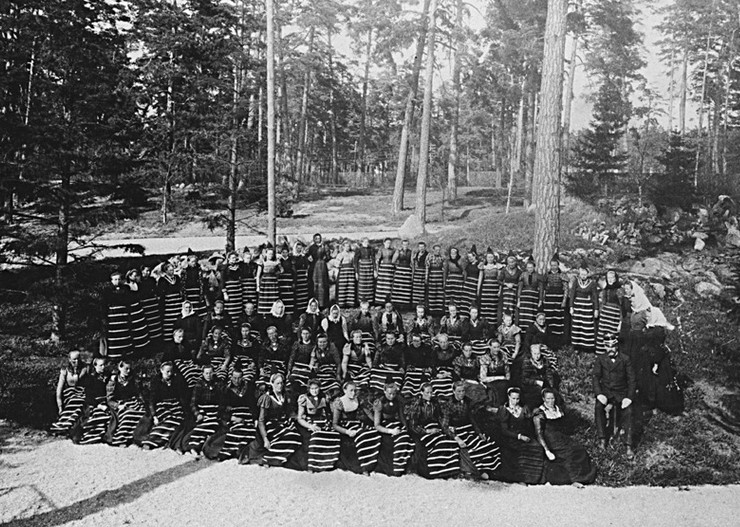
Rättvikskullor, gruppfoto, 1891.
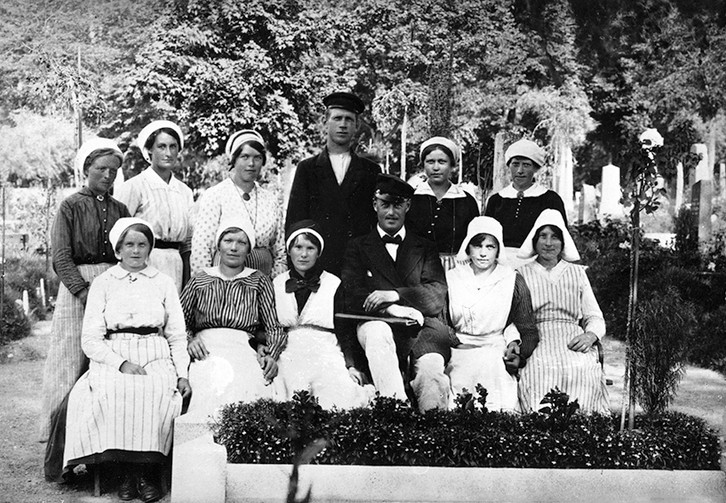
Trädgårdsarbetare, 1910-tal.
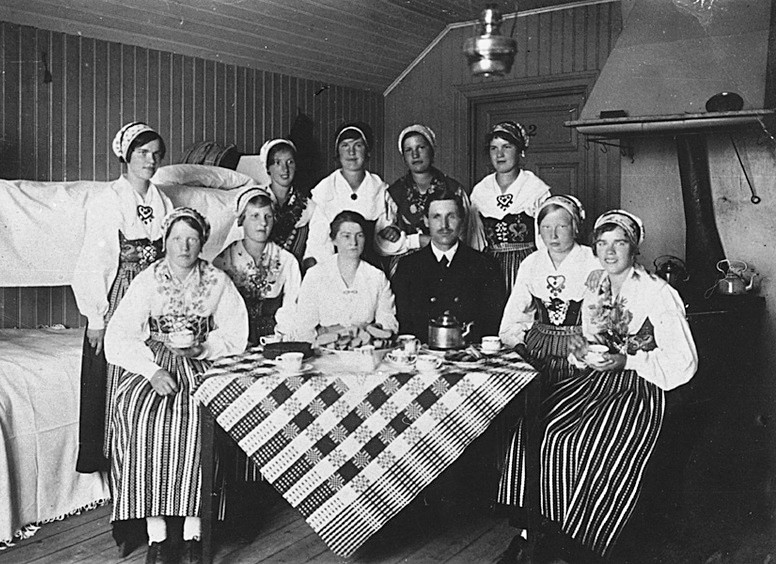
Kaffestund i Kullkasernen, 1920-tal.

## Wetterstedtska gravkoret

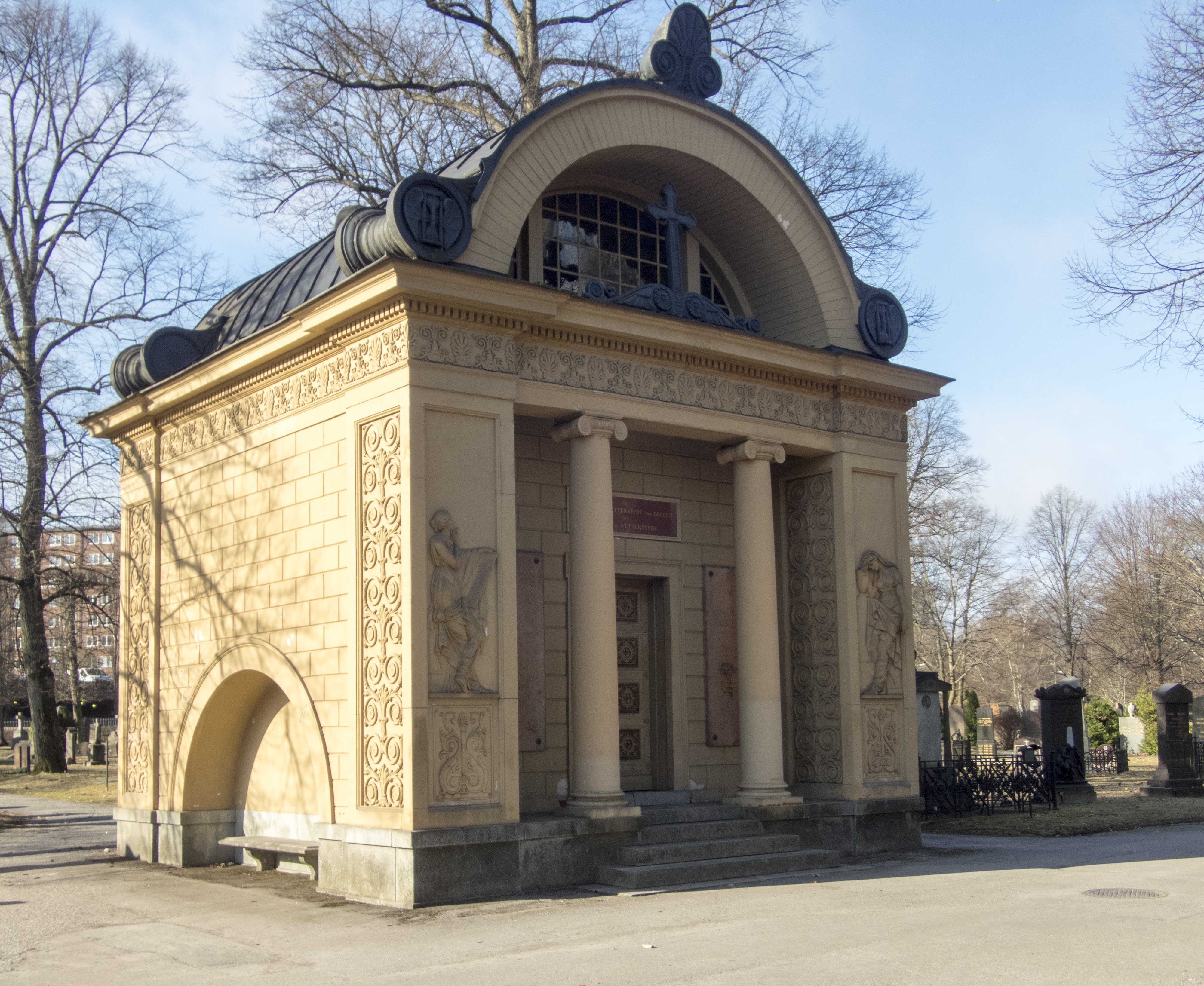
Wetterstedtska gravkoret

Från senare delen av 1800-talet finns en mångfald stora gravvårdar av sten eller av gjutjärn i goticerande stil. Gravvårdarna inramas av stenlister, staket eller häckar. Bolinders Mekaniska Verkstads AB i Stockholm var specialister på gjutjärn och de hade ett stort sortiment att välja ur.  Gravvårdarnas utformning och utsmyckning har ändrats genom tiderna, och man kan på Norra begravningsplatsen tydligt urskilja skilda epoker inom svensk gravvårdskonst, speciellt bland de mer påkostade gravarna.
I den äldsta delen av begravningsplatsen uppfördes under första hälften av 1800-talet monumentala gravanordningar som det Wetterstedtska gravkoret i elegant senempire. Wetterstedtska gravkoret är ritat 1835 av Axel Nyström den äldre (1793–1868). Gravkoret har dekor i gjutjärn. Axel Nyström var Stockholms hovarkitekt och stadsarkitekt. Gravkoret uppfördes till minnet av greve Gustaf af Wetterstedts avlidna maka Charlotta Aurora. Detta gravkor används för gravsättning av avlidna släktingar av ätten af Wetterstedt. Byggnaden öppnar sig med ett stort portikmotiv i fonden av en allé och gravkoret har ett tunnvalv som täcker rummet med kistorna.

## Stora gravkoret

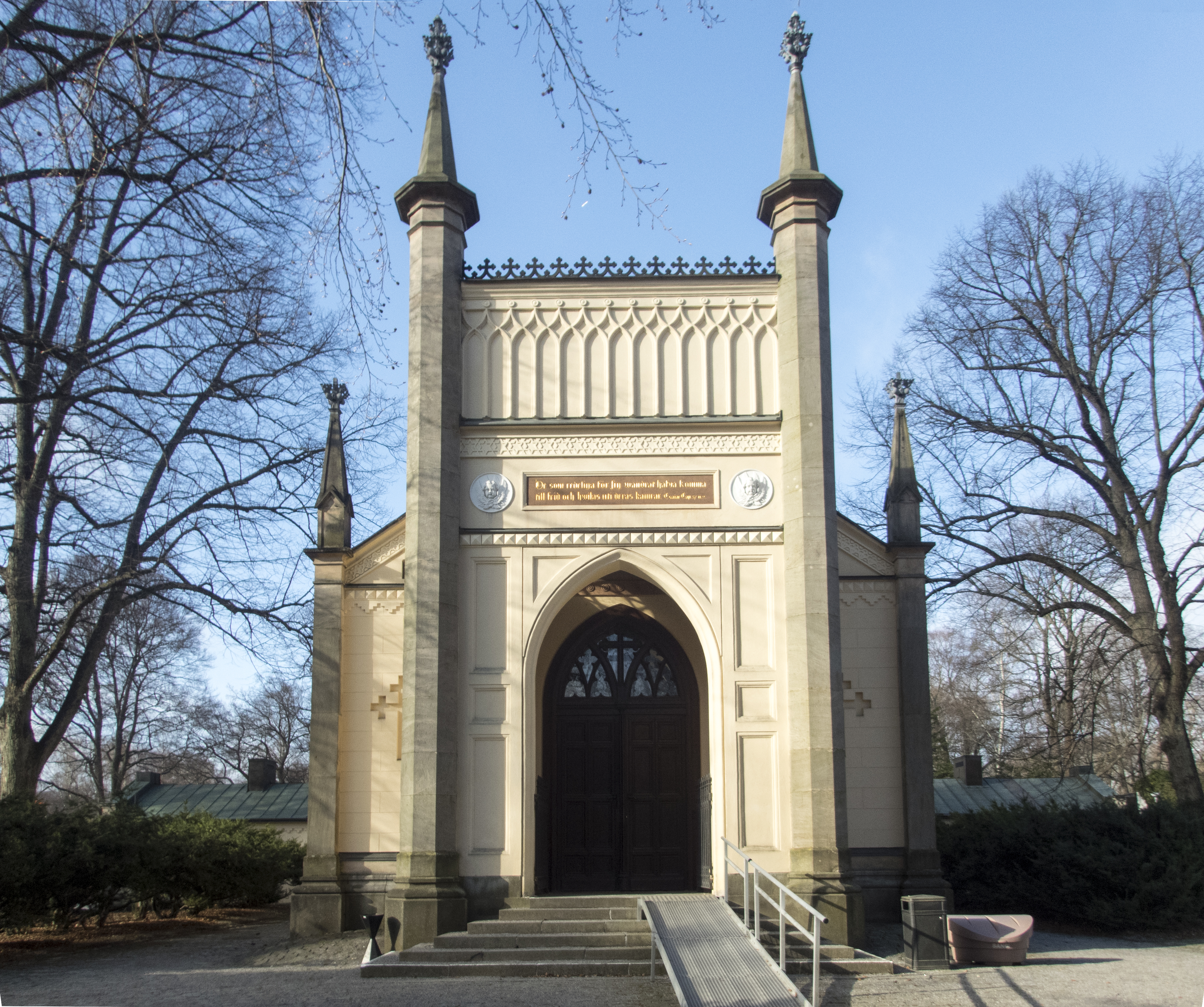
Stora gravkoret

Stora gravkoret ligger vid Stora Gravkorets väg i begravningsplatsens östra del och det kapellet har sittplatser för 60 personer. Vid Stora gravkoret går en stor huvudgång upp. Vid grinden här var från början huvudentrén till begravningsplatsen från Uppsalavägen. Vid grinden finns en rund plats och här finns begravningsplatsens äldsta delar med gravar från 1800-talet och från början av 1900-talet. Stora gravkoret, som ritades av Carl Gustaf Blom Carlsson år 1856, har ett stort arkitekturhistoriskt värde. Det byggdes under åren 1856–1861.
Ytterligare ett kapell, Lilla gravkoret, byggdes år 1885. Lilla gravkoret revs på 1930-talet och på dess plats ligger numera Norra begravningsplatsens askgravlund.
Ett stort arkitekturhistoriskt värde har också det romerskt katolska kapellet, som är ritat år 1900 av Isak Gustaf Clason och det Mosaiska kapellet, ritat år 1857 av Fredrik Wilhelm Scholander.

## Lindhagens kulle

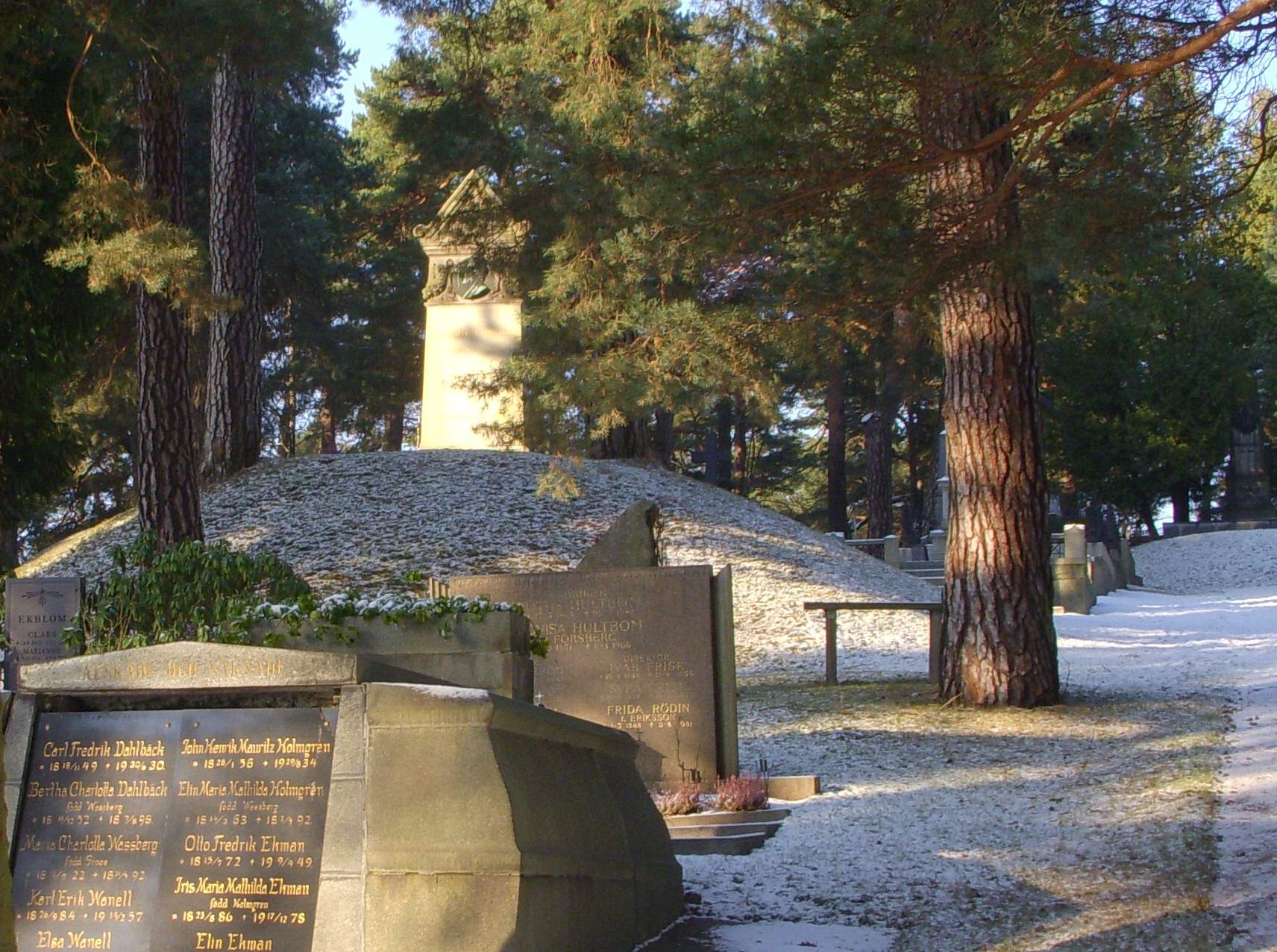
Lindhagens kulle

Inom begravningsområdets västra del ligger en hög bergsformation, som kallas Lindhagens kulle. Genom penningmagnaterna fick mausolébyggandet en renässans vid 1900-talets början. I detta bergiga terrängparti står det en serie gravbyggnader i natursten. Byggnaderna är monumentala i den lilla skalan. Flera byggnader är genomarbetade i 1910- och 1920-talets klassicism. Ett exempel på detta är Rettigska familjegraven, familjegrav för kanslirådet Hjalmar Rettig, som ritades av arkitekt Gunnar Asplund under åren 1928–1930. Även Malmströmska familjegraven, familjegrav för direktör Ernst Malmström (1862–1935), som ritades av arkitekt Sigurd Lewerentz, är ett exempel på klassicism.
Lindhagens kulle är en gravplats som är storslagen med gravmonument, gravkammare och mausoleer. Här ligger storheter inom affärsvärld, politik och ämbetsmannavärld begravda. Justitierådet och stadsplaneraren Albert Lindhagen fick sin gravvård på Lindhagens kulle, då Stockholms stad år 1891 reste hans gravvård. I graven på Norra begravningsplatsen vilar också Albert Lindhagens barn Carl Lindhagen, Anna Lindhagen och Arthur Lindhagen.

## Norra kapellet

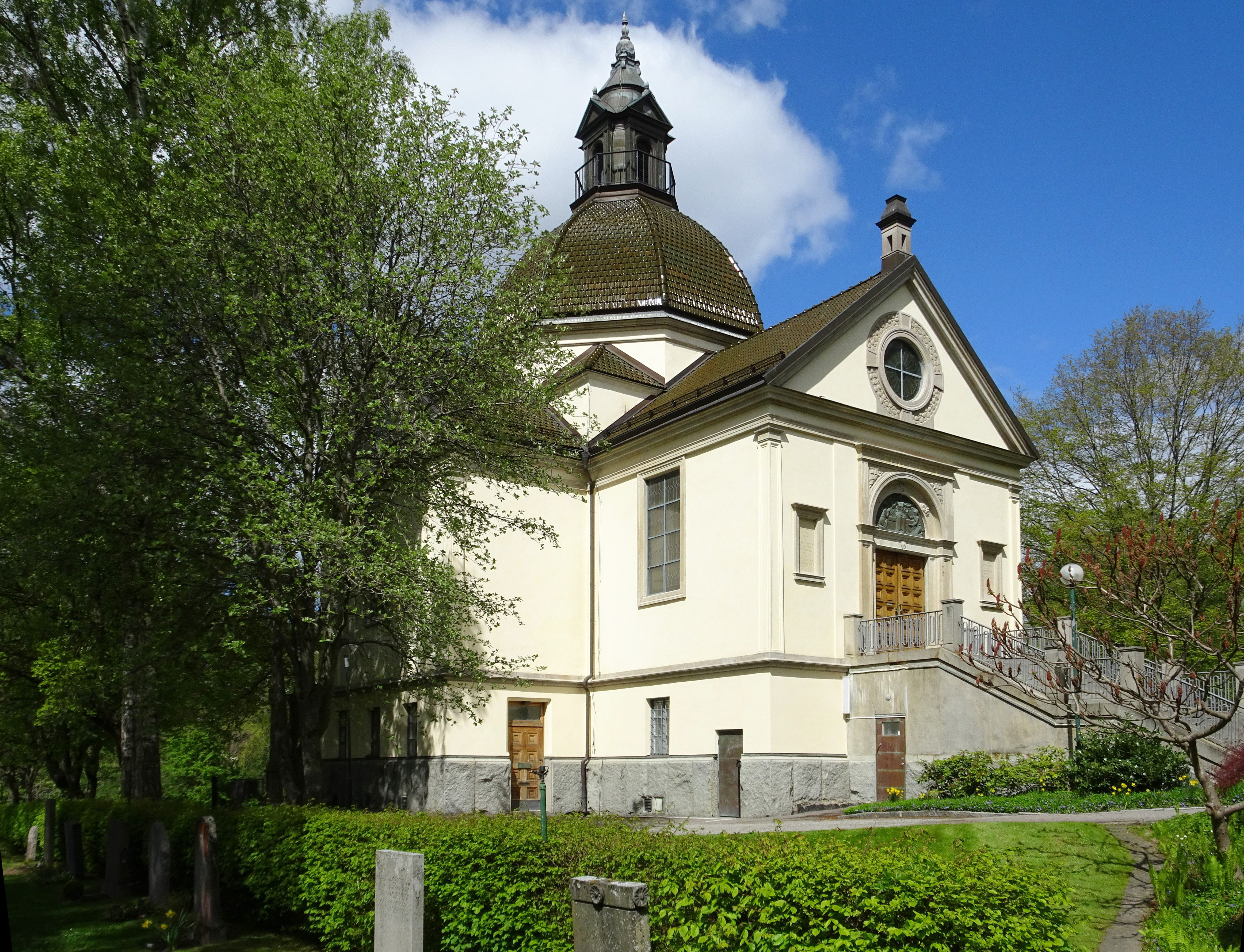
Norra kapellet.

Sveriges första permanenta likbränningsanstalt byggdes 1909 på Norra begravningsplatsen av Svenska Likbränningsföreningen, med hjälp av frikostiga donationer. Arkitekt var Gustaf Lindgren och stilen var modifierad ungrenässans. Anläggningen är byggd i tre våningar med en hydraulisk hissanordning som sänkte ner kistan från kapellvåningen till bränningsrummet som låg undertill, insprängt i berggrunden. Norra krematoriet, som det tidigare hette, togs i bruk 1909 och ur bruk 1989. Denna byggnad var Stockholms första permanenta krematorium och det är en kupolkrönt byggnad av barockens centralkyrkotyp. Kapellet används ofta för begravningsceremonier utan kremering.
De första eldbegängelserna ägde rum från 1887 i en provisorisk anläggning på Andersvägen. Det var Nordens första krematorium men revs år 1909 i samband med att det nya krematoriet togs i bruk.
Den nya krematoriebyggnaden innehöll, förutom krematoriet, även ceremonilokaler och det kompletterades åren 1925–1926 med ett kolumbarium ritat av Lindgren. 1935 restes den funktionalistiska väntsalen enligt Gustaf Birch-Lindgrens ritningar. Norra kapellet ligger vid Norra Krematoriets väg i begravningsplatsens västra del och kapellet har sittplatser för 160 personer.

## Norra judiska begravningsplatsen

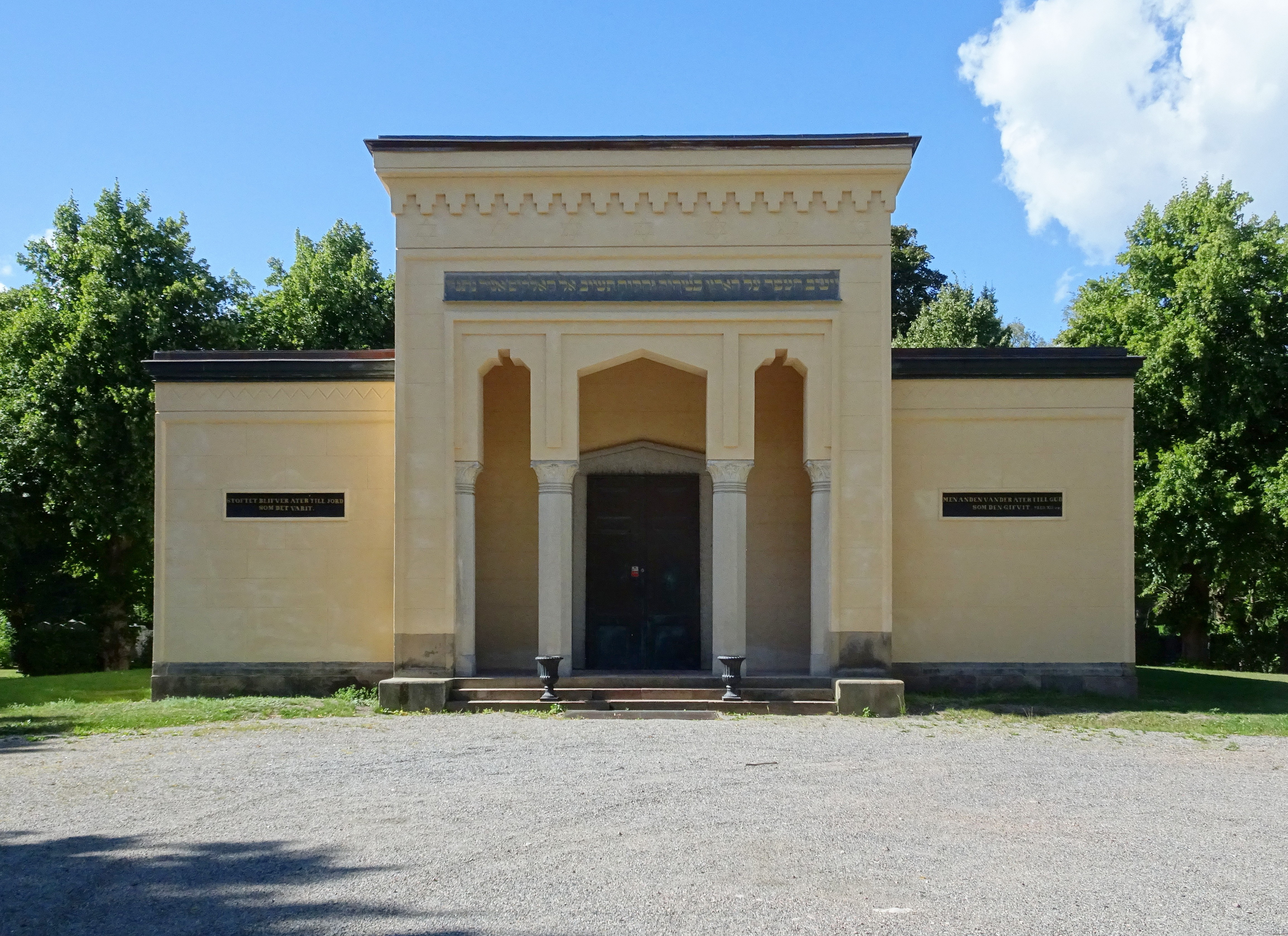
Mosaiska kapellet

Begravningsplatsen i helhet omfattar en enskild del för gravar åt personer med anknytning till judendomen. Judiska församlingen i Stockholm hette under åren 1838–1980 Mosaiska församlingen i Stockholm. Organisationen Judiska församlingen i Stockholm har sitt ursprung från sigillgravören och köpmannen Aaron Isaac, som 1774 kom från Mecklenburg till Stockholm. År 1775 fick han Gustav III:s tillstånd, ett så kallat skyddsbrev, att med sin familj bosätta sig här. Släktingar och vänner anlände snart därpå och därmed var Stockholms judiska församling grundad. Från och med år 1838 benämndes församlingen Mosaiska församlingen i Stockholm, men 1980 återtogs namnet Judiska församlingen i Stockholm. 
År 1779 beslöt Riksdagen att utvidga religionsfriheten. Reglerna för judarnas offentliga ställning i Sverige fanns i det av Kommerskollegium 1782 utfärdade "judereglementet", som i sina huvuddelar blev gällande till 1838. Många administrativa inskränkningar för de svenska "mosaiska trosbekännarna", som judarna hädanefter officiellt kallades, upphävdes genom en kunglig förordning år 1838. Därefter ökades judarnas rättigheter kontinuerligt. Skyldigheten för mosaiska trosbekännare att tillhöra en mosaisk församling upphävdes slutligen 1952.
År 1855 köpte den Mosaiska församlingen mark av Frösunda gård, som låg inom ett område i stadsdelen Järva i Solna kommun, alldeles norr om den katolska kyrkogården. Tidigare låg ett brännvinsbränneri på platsen, det var Katrinedal, och dess byggnadstegel kom till användning när mosaiska församlingen uppförde det nya gravkapellet. Mosaiska gravkapellet byggdes efter ritningar av Fredrik Wilhelm Scholander och invigdes år 1857. Kapellet byggdes i moriska former med rusticerade fasader i gul puts. Byggnaden har nygotikformer med sakral prägel. Bland kyrkogårdsbyggnaderna har kapellet sin särart med sina moriska former. I samma stil uppfördes samtidigt två portbyggnader. Kapellet förlängdes 1925, och interiören förändrades, under ledning av Ivar Tengbom

### Offer för Förintelsen
Strax efter andra världskrigets slut anlände överlevande från koncentrationslägren till Stockholm med Röda korsets "Vita båtar". Många var svårt medtagna och ett trettiotal dog inom två månader efter ankomsten. I slutet av september 1945 upprättades ännu ett gravfält, där många av de överlevande som avled efter en kortare tid i Sverige kom att gravsättas. En kartläggning av livsödena för 66 av dessa personer gravsatta på kyrkogården pågår (2021) i projektet "Förlorade röster - spåren efter 1945 års räddare" som drivs av forskaren Daniel Leviathan. Projektet och Leviathan utsågs till 2021 års stipendiat av Micael Bindefelds Stiftelse till minne av Förintelsen.
På Judiska församlingens begravningsplats finns ett monument över Judeförföljelsens offer. Det tillkom 1953 och utformades av Margot Hedeman. Monumentet har inskription på hebreiska och svenska "Till minnet av våra martyrer under förföljelsens tid 1933–1945".

## Katolska kyrkogården

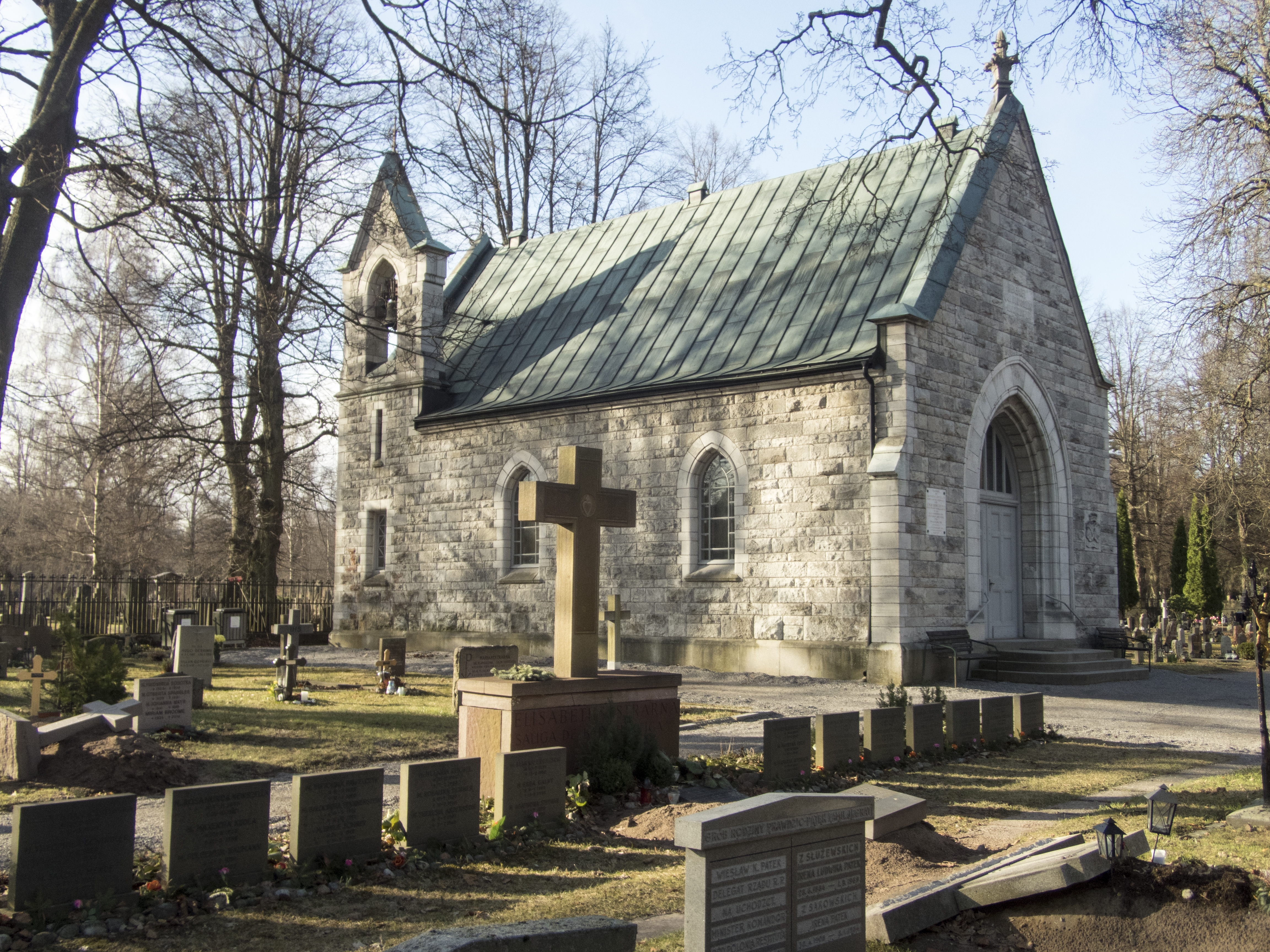
Sankt Josefs kapell.

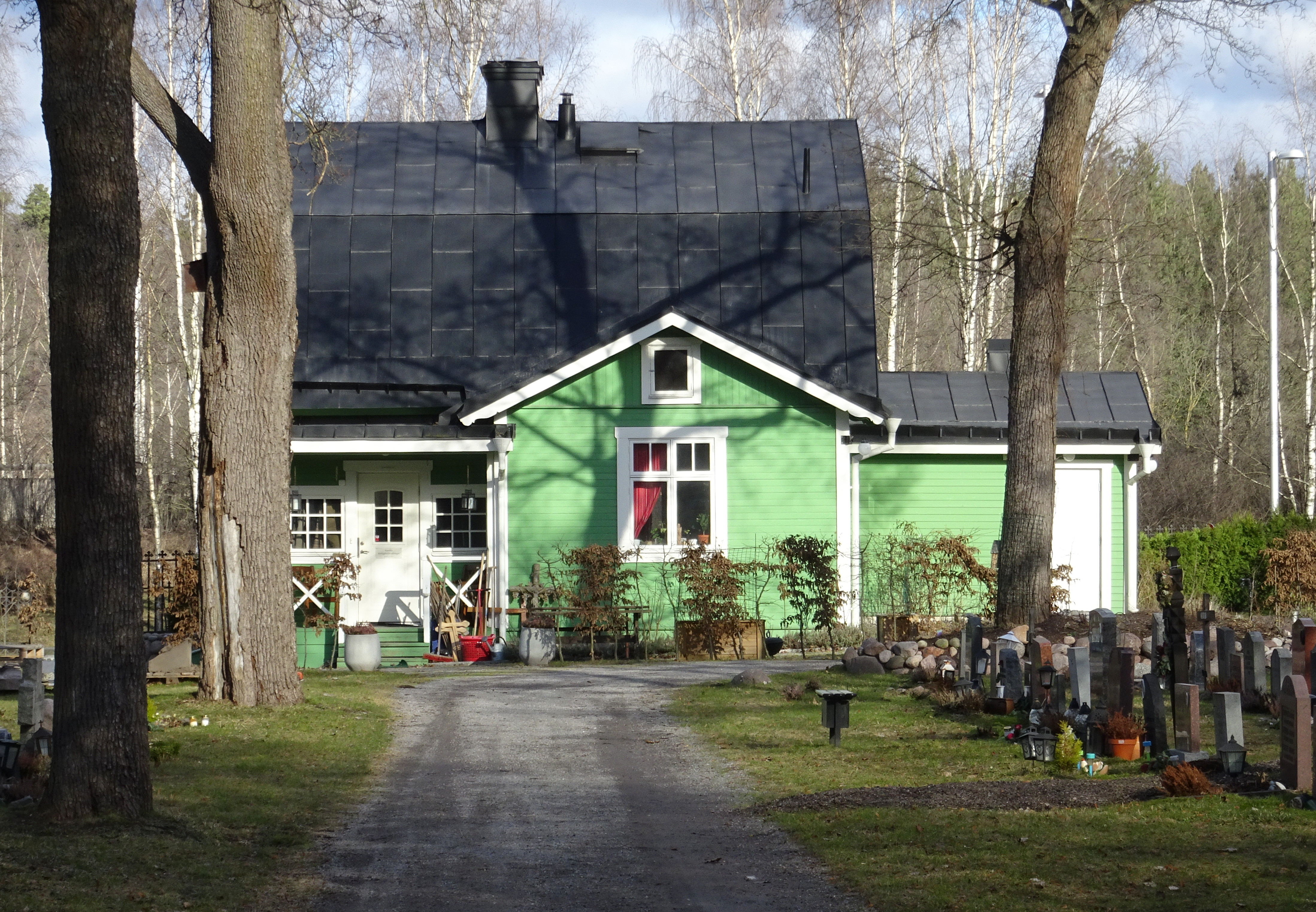
Gröna villan.

Begravningsplatsen omfattar en enskild inhägnad del för gravar åt personer med anknytning till romersk-katolska kyrkan. År 1847 anlades en begravningsplats för katolska trosbekännare intill den äldsta delen av begravningsplatsen. Innan dess fanns ingen särskild kyrkogård för katoliker i Sverige utan de begravdes på stadens övriga kyrkogårdar.
Katolska kyrkogårdens tillkomst har en ovanlig bakgrund. I början av 1840-talet förliste ett svenskt fartyg vid Portugals kust och 200 svenska sjömän omkom. Den svenska regeringen ansökte då om en svensk kyrkogård på portugisisk mark, vilket beviljades under förutsättning att det anlades en kyrkogård för katoliker i Sverige. Resultatet blev en svensk kyrkogård i Portugal och en katolsk kyrkogård i Stockholm. Den första begravningen ägde rum 24 juli 1849.
År 1889 utvidgades området och 1901 uppfördes ett litet kapell – Sankt Josefs kapell – efter ritningar av arkitekten Isak Gustaf Clason och finansierat genom gåvor. Kapellet byggdes i goticerande stil i grovhuggen granit och ligger mitt i området. Det rymmer 60 personer. Åren 2019–2020 genomfördes en genomgripande renovering och upprustning som omfattade även korfönster, klocka och takdetaljer.
Katolska kyrkogårdsförvaltningen drivs i stiftelseform. I förvaltningen finns en administratör som även fungerar som kapellvaktmästare. Arbetet leds av stiftelsens ordförande. Sedan september 2014 finns kyrkogårdsförvaltningen i Gröna villan vid Solglimtsvägen 1-3.

## Gator och vägar (urval)

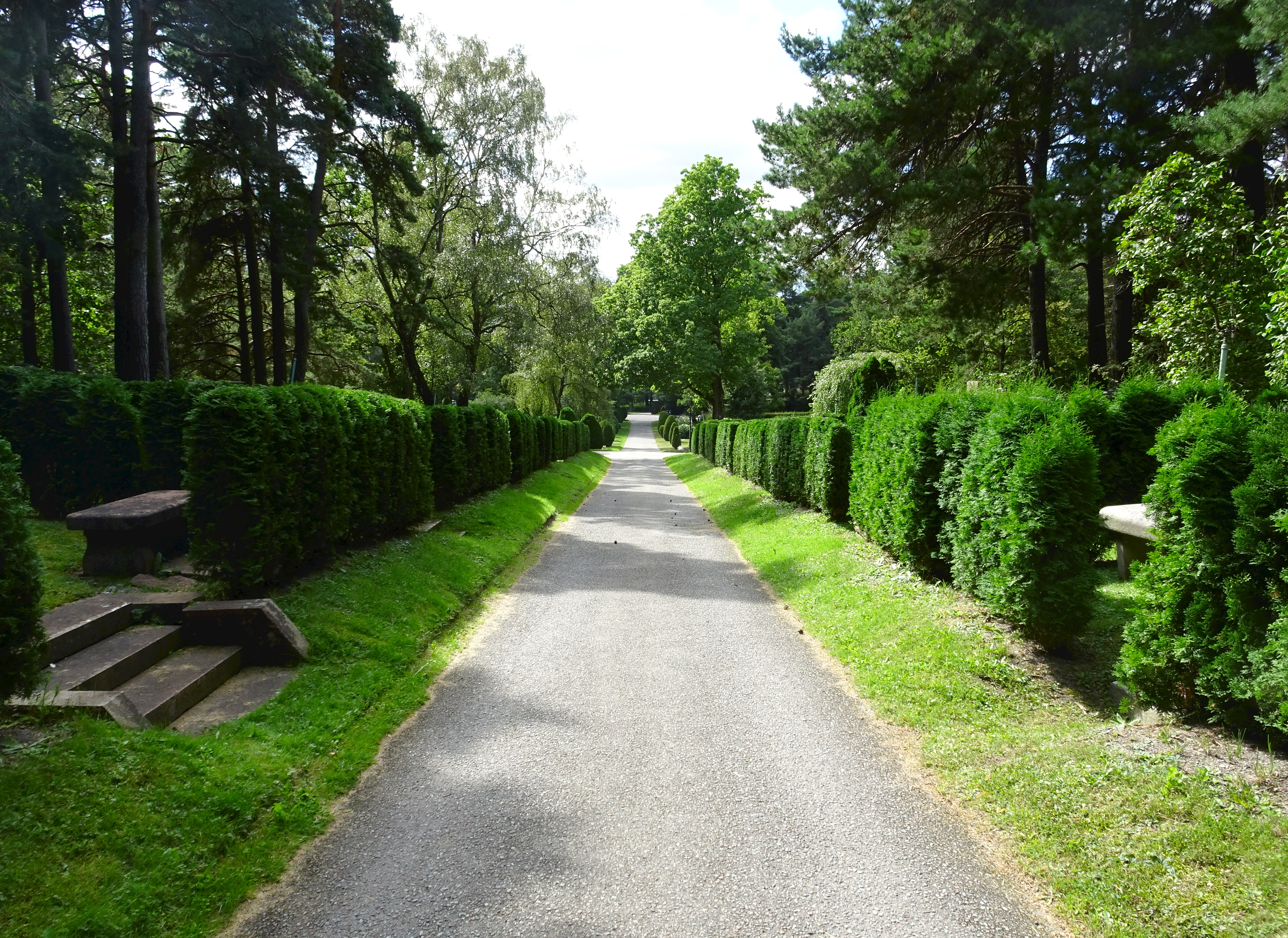
Solglimtsvägen.

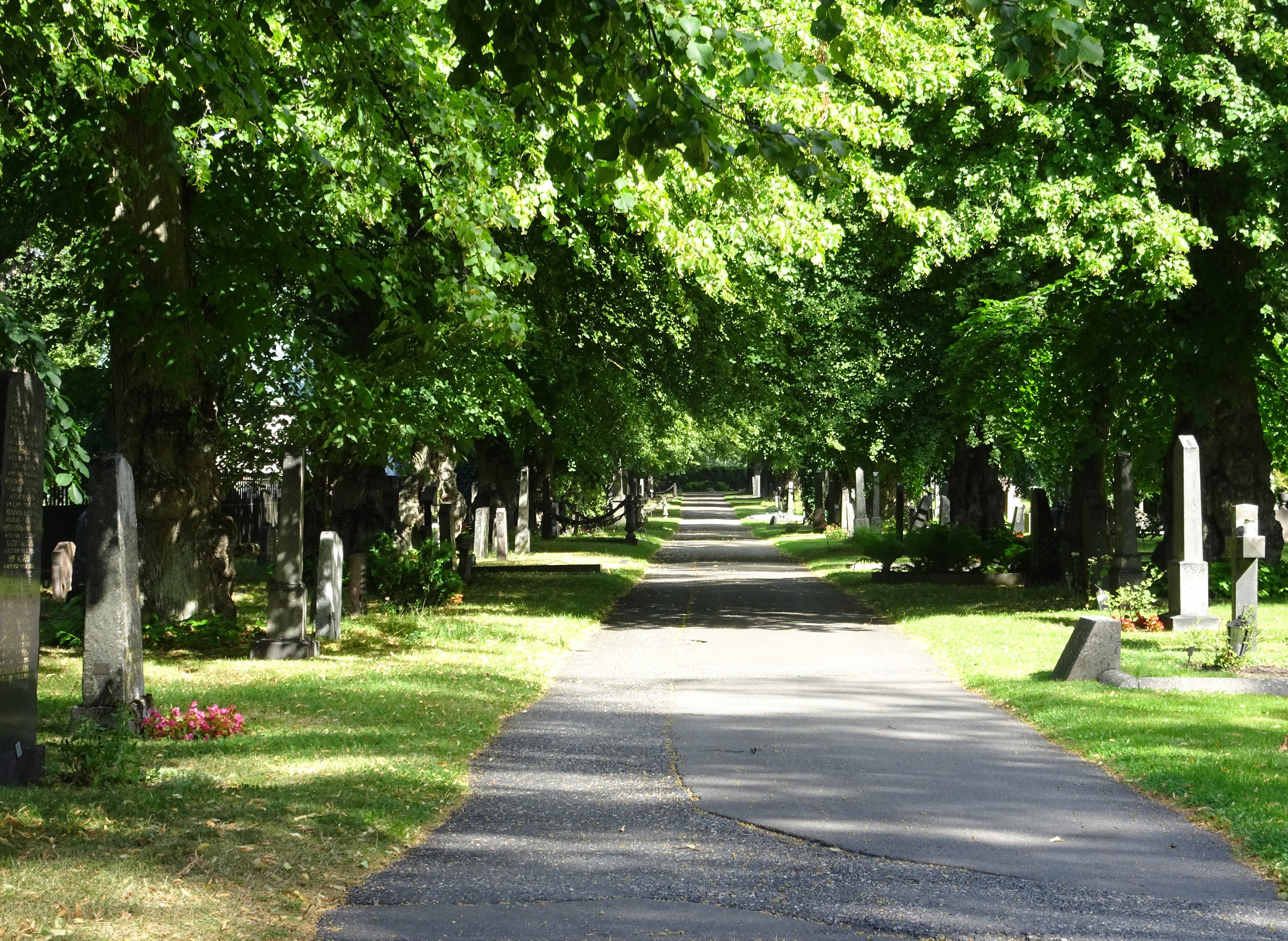
Lindallén.

Från norr till söder:
- Stora gravkorets väg
- Morgonstjärnans väg
- Gamla krematoriets väg
- Ljuslågevägen
- Norra kapellets väg
- Linvävarvägen
- Aftonstjärnas väg
- Solglimtsvägen
- Sommarvindsvägen
- Vårvindsvägen
- Minneslundsvägen
- Solregnsvägen
- Lindallén
- Alfred Nobels allé
- Johan Olof Wallins allé
- Wetterstedts allé
- Klockarbacksvägen

## Kända begravda personer i urval

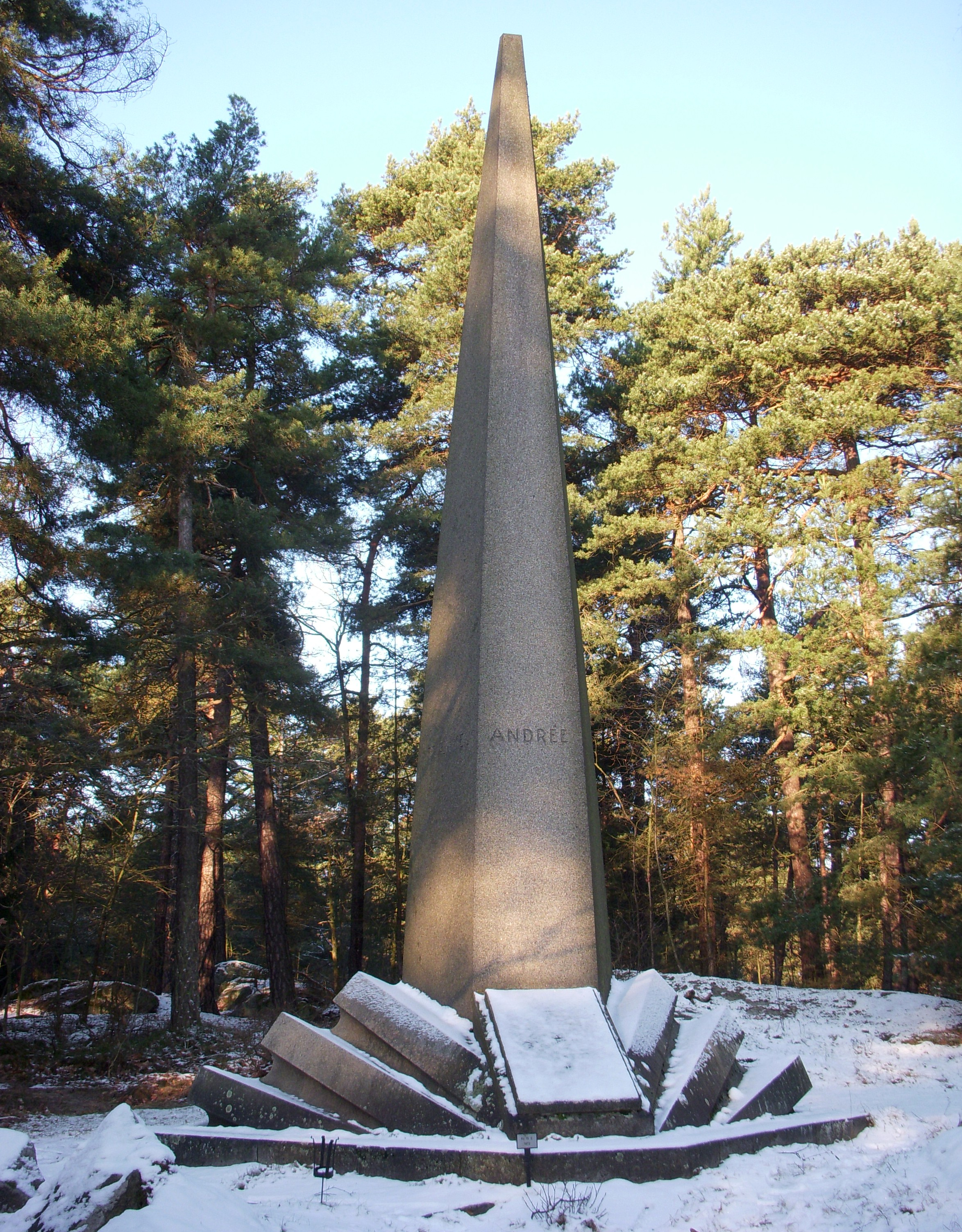
Salomon August Andrées grav.

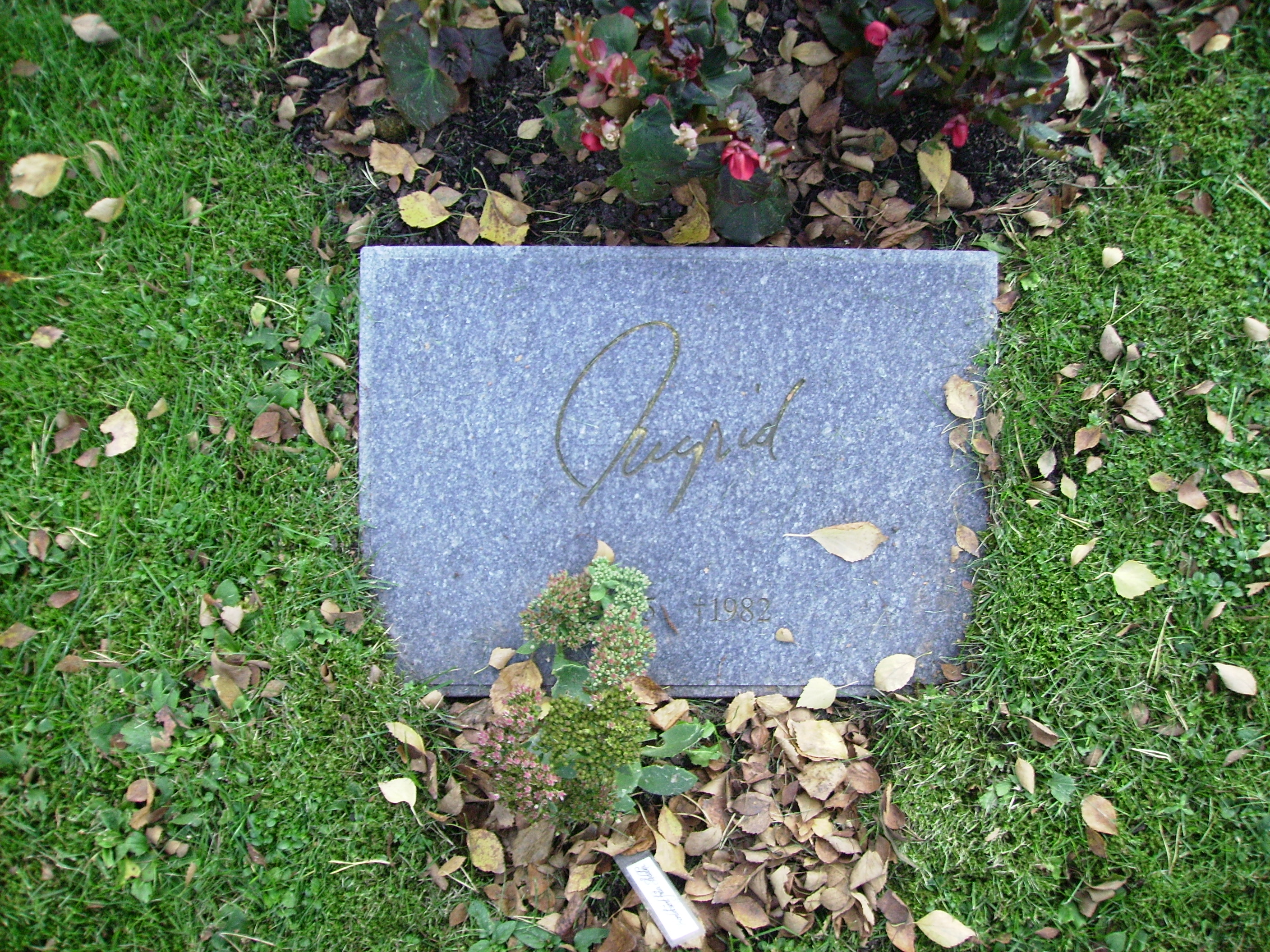
Ingrid Bergmans grav.

Se även: Gravsatta på Norra begravningsplatsen.

Många framstående personligheter har fått sitt sista vilorum på denna begravningsplats, bland andra:

- Elof Ahrle
- Salomon August Andrée, Knut Fraenkel och Nils Strindberg
- Isidor Behrens
- Bo Bergman
- Ingrid Bergman
- Folke Bernadotte
- Oscar Bernadotte
- Franz Berwald
- Ulla Billquist
- August Blanche
- Ferdinand Boberg och hustru Anna Boberg
- Fredrik Bünsow
- Carl Gustaf Ekman
- Gösta Ekman d.ä.
- Gunnar Ernblad
- Siri von Essen
- Axel Theodor Goës
- Isaac Grünewald
- Margot Hanel
- Lars Hanson
- Per Albin Hansson
- Signe Hasso
- James Haarlef Haasum
- Gösta Hallberg-Cuula
- Lars Johan Hierta
- Sven Jerring
- Arne Jones
- Sofia Kovalevskaja
- Ivar Kreuger
- Agnes von Krusenstjerna
- Gustaf de Laval
- Albert Lindhagen
- Arvid Lindman
- Herman Lindqvist d.ä.
- Vilhelm Moberg
- Olof och Gustaf Molander
- Johan Peter Molin
- Alva och Gunnar Myrdal
- Ture Nerman
- Lennart Nilsson
- Alfred Nobel
- Lena Nyman
- Jenny Nyström
- Bertil Ohlin
- Samuel Owen
- August Palm
- Gösta Prüzelius
- Magdalena Ribbing
- Ernst Rolf
- Nelly Sachs
- Elias Sehlstedt
- Wilhelmina Skogh
- Karl Staaff
- Fredrik Sterky
- August Strindberg
- Gunnar Sträng
- Olof Johan Södermark
- Gabrielle Tavaststjerna
- Inga Tidblad
- Ernst Trygger
- Rudolf Wall
- David Wallin
- Johan Olof Wallin
- Lars Johan Warodell
- Olof Winnerstrand
- Olof Hjalmar Åkerlind
- Erik Åkerlund
- Fred Åkerström
- Ragnar Östberg

### Bilder, gravar

Historiska begravningar och minnesstunder
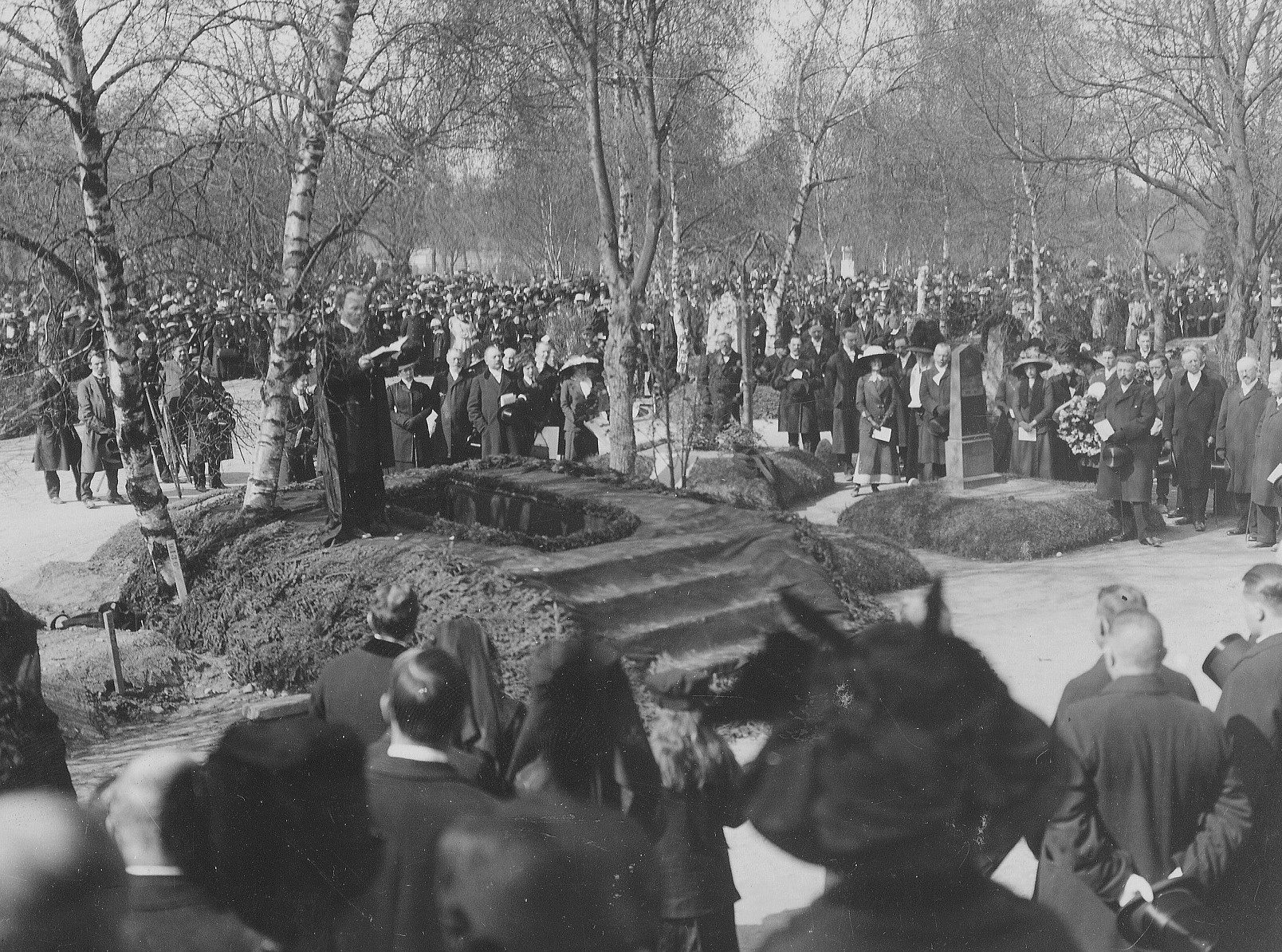
August Strindbergs begravning 1912.
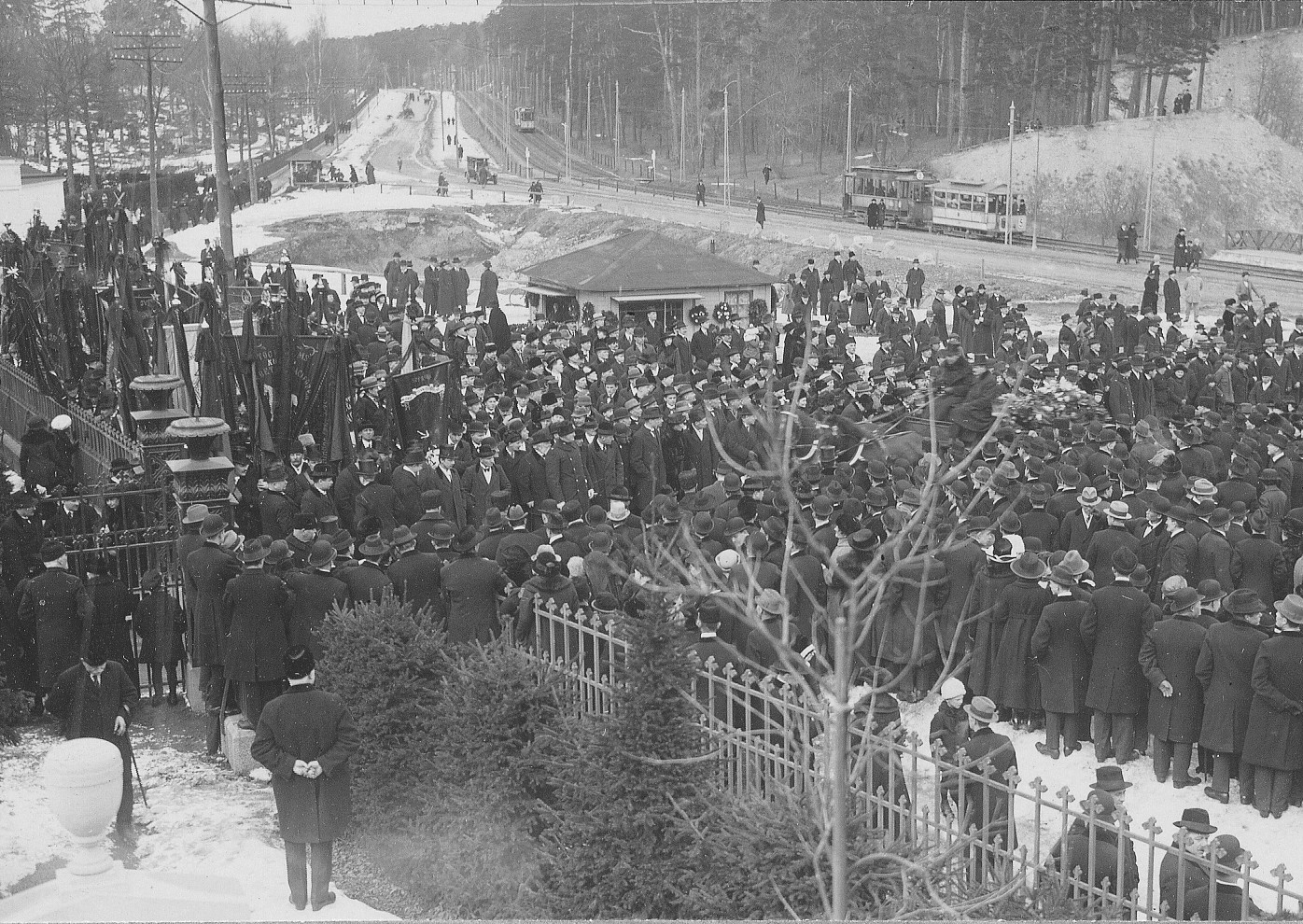
August Palms begravning 1922.
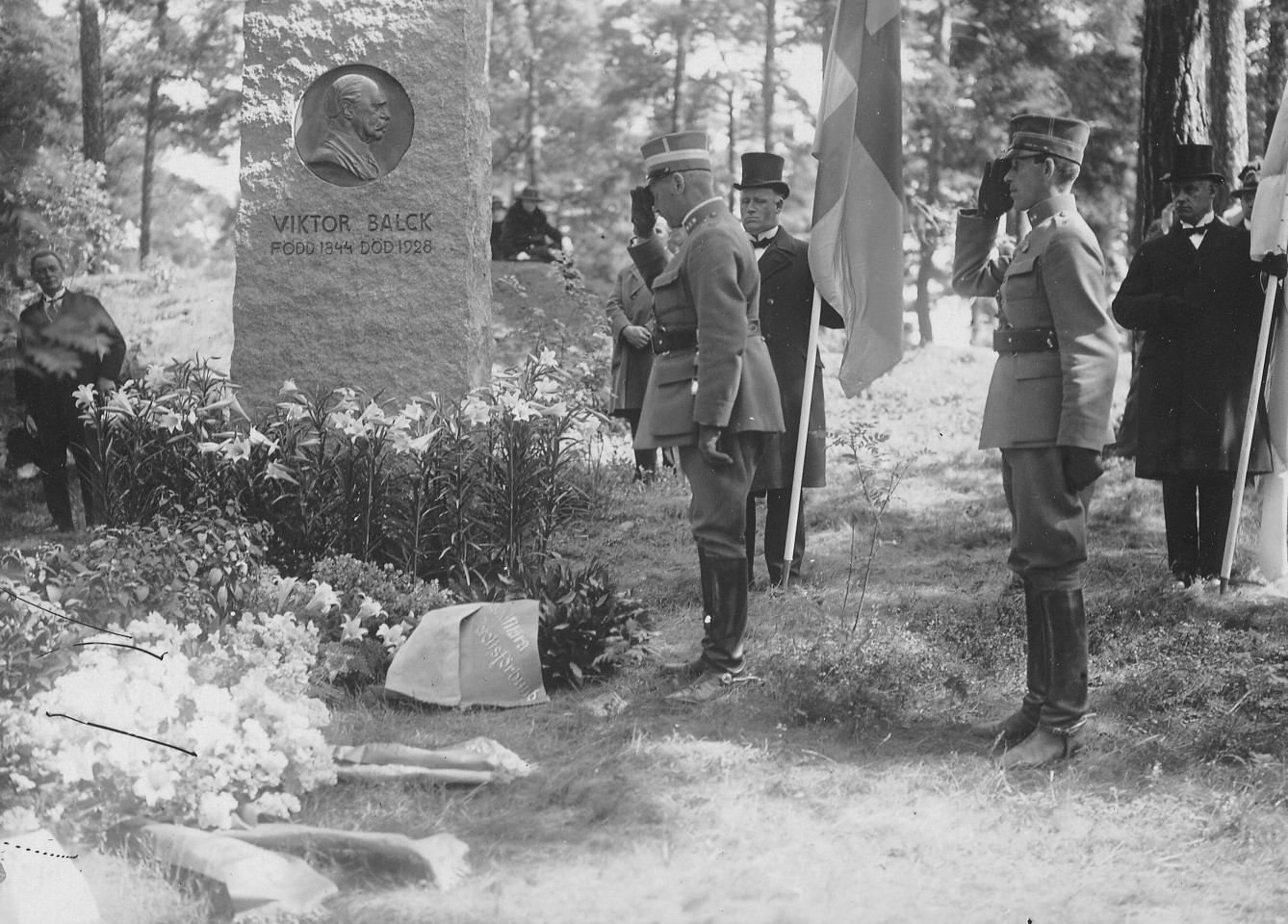
Minnesstund vid Viktor Balcks grav 1930.
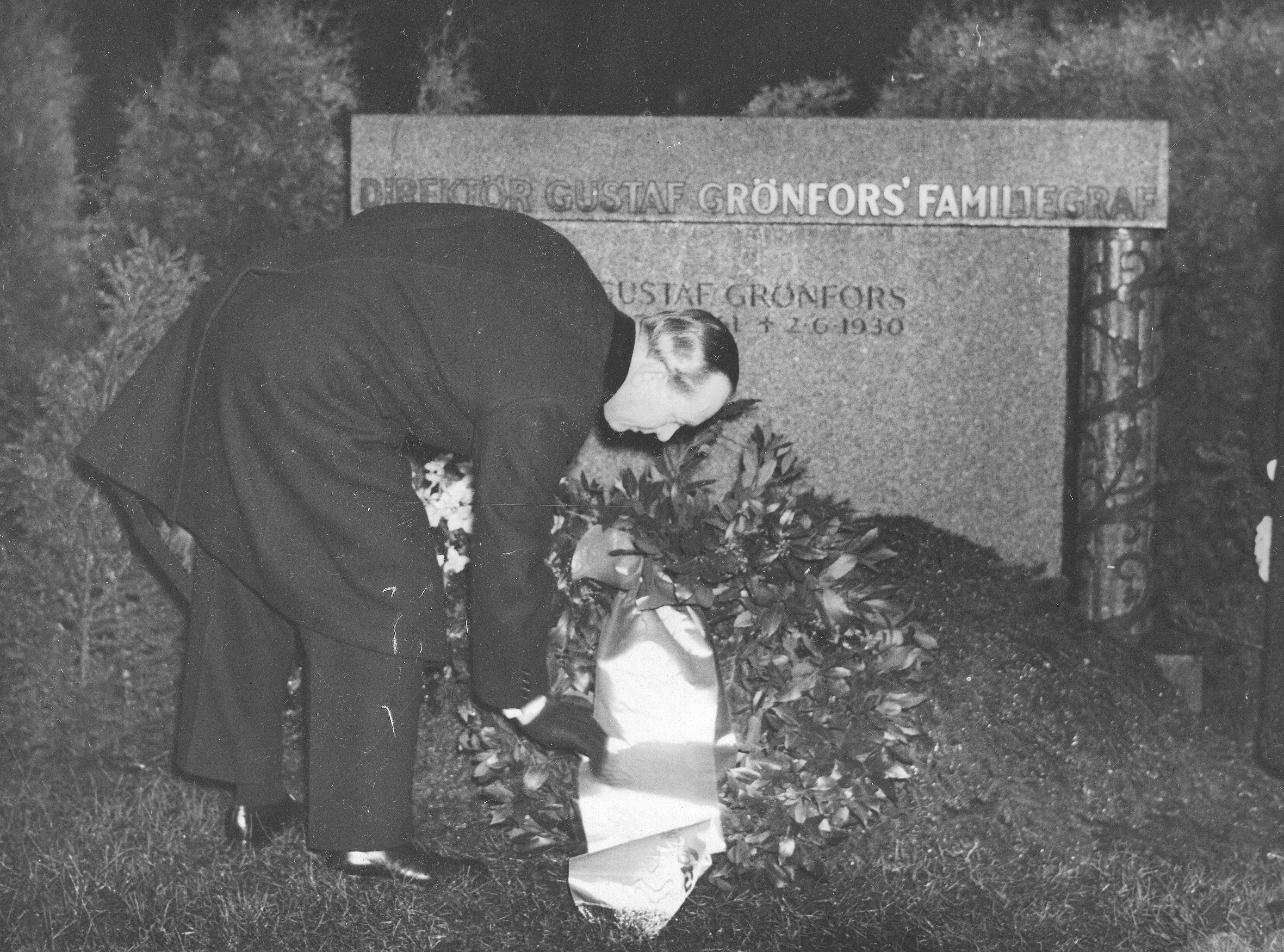
Gustaf Grönfors grav, 1930.
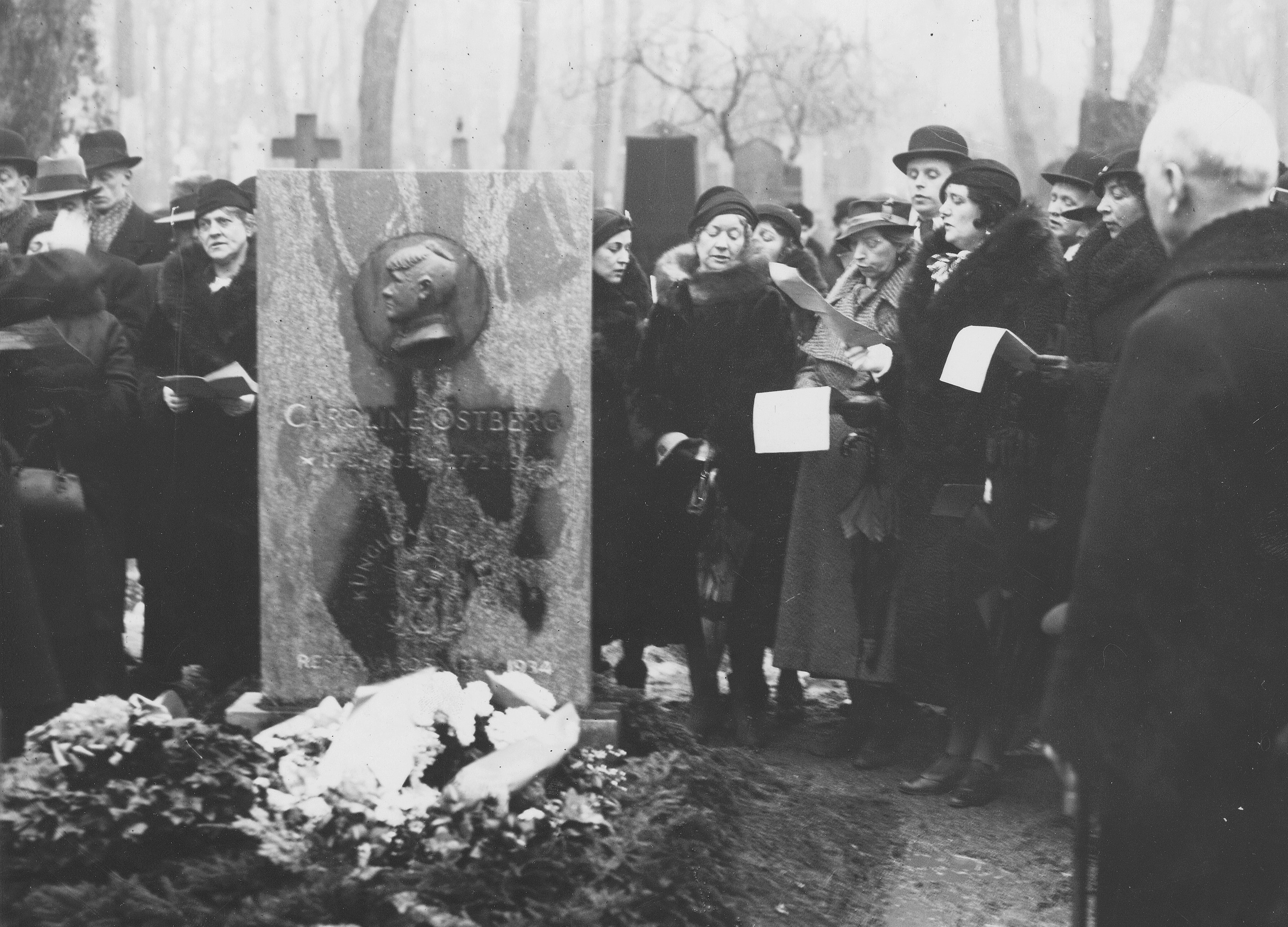
Kör vid Carolina Östbergs grav 1934.

Nutida bilder, gravar (urval)
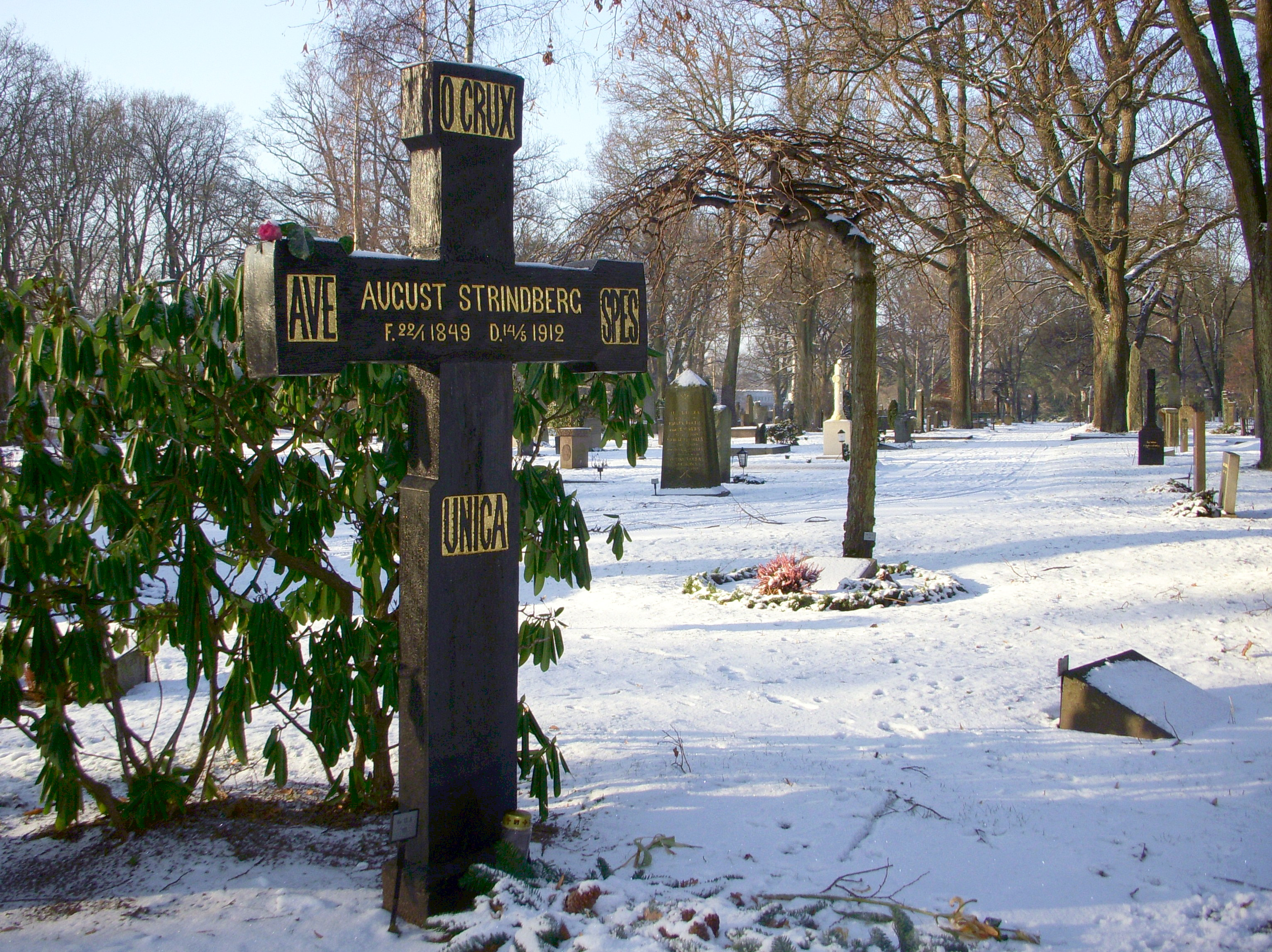
August Strindbergs grav
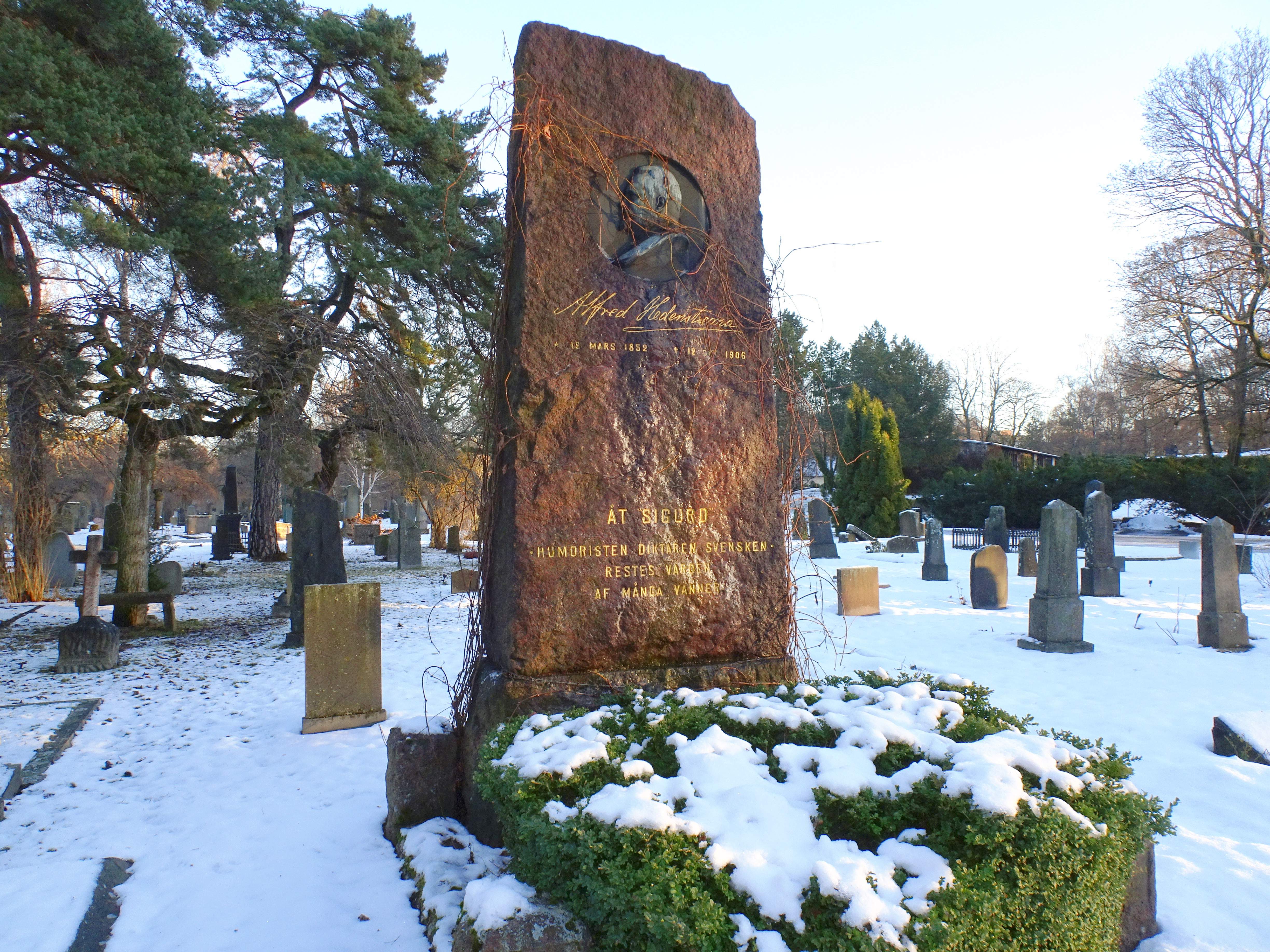
Alfred Hedenstiernas grav
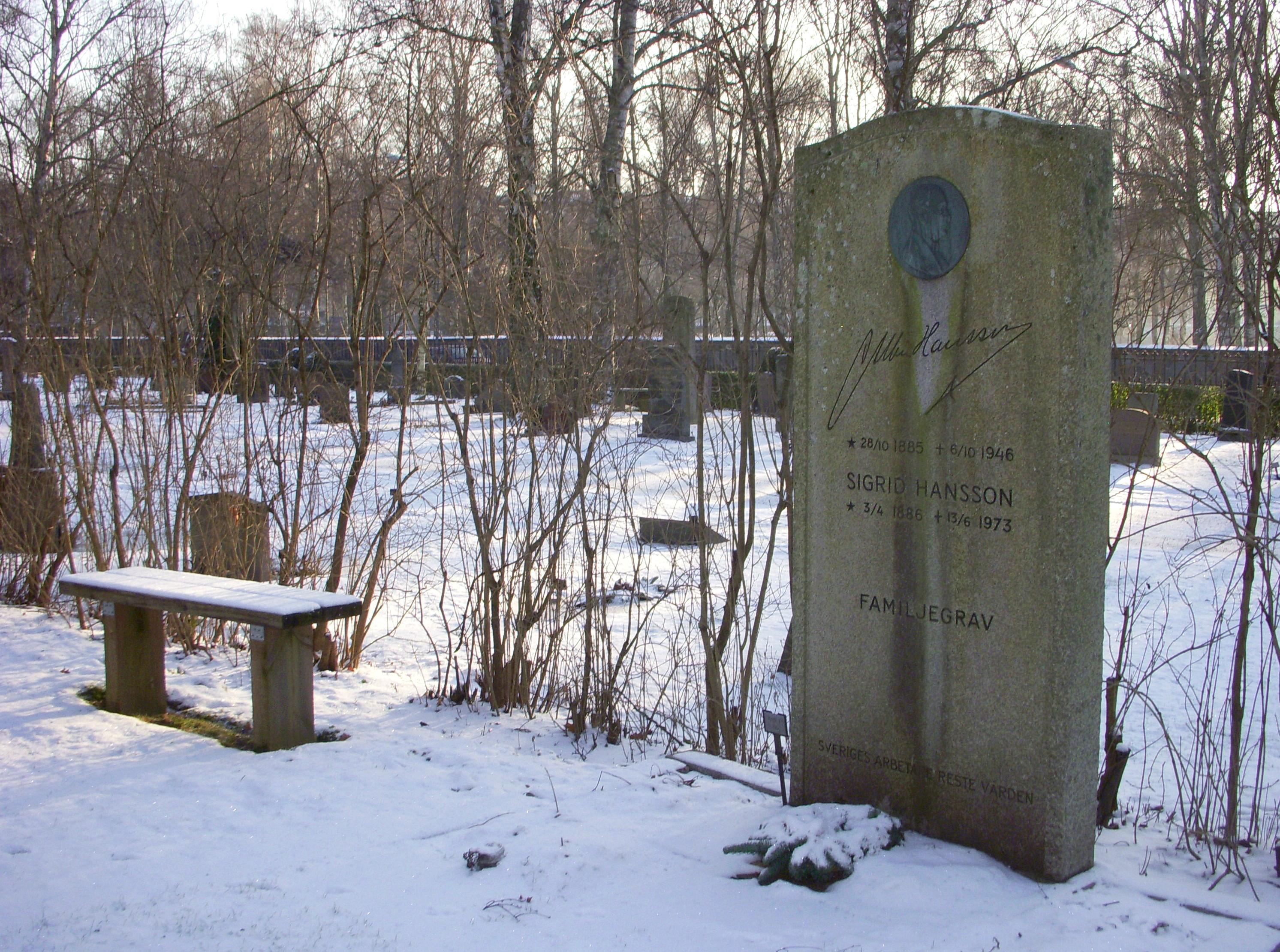
Per Albin Hanssons grav
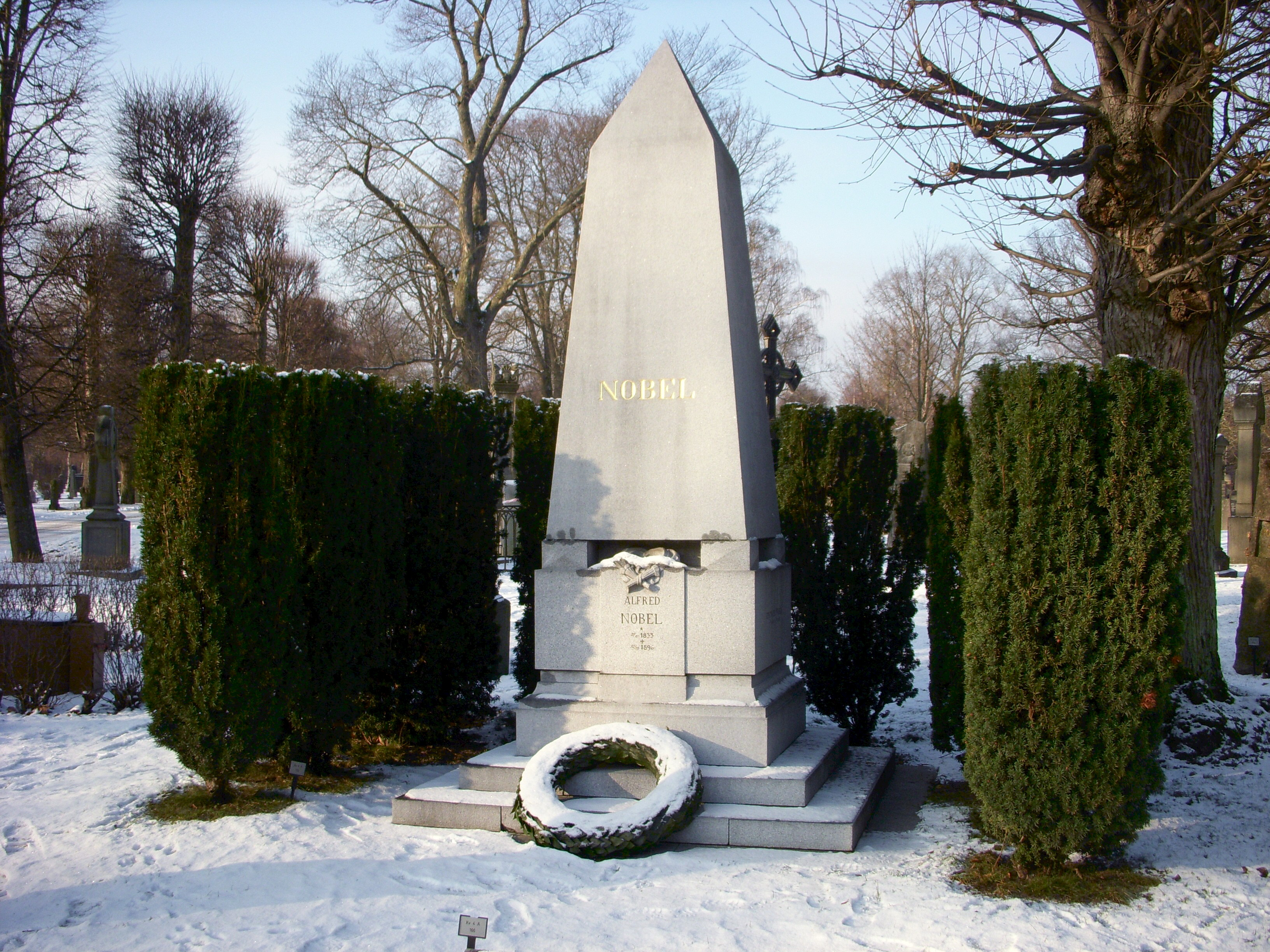
Alfred Nobels grav
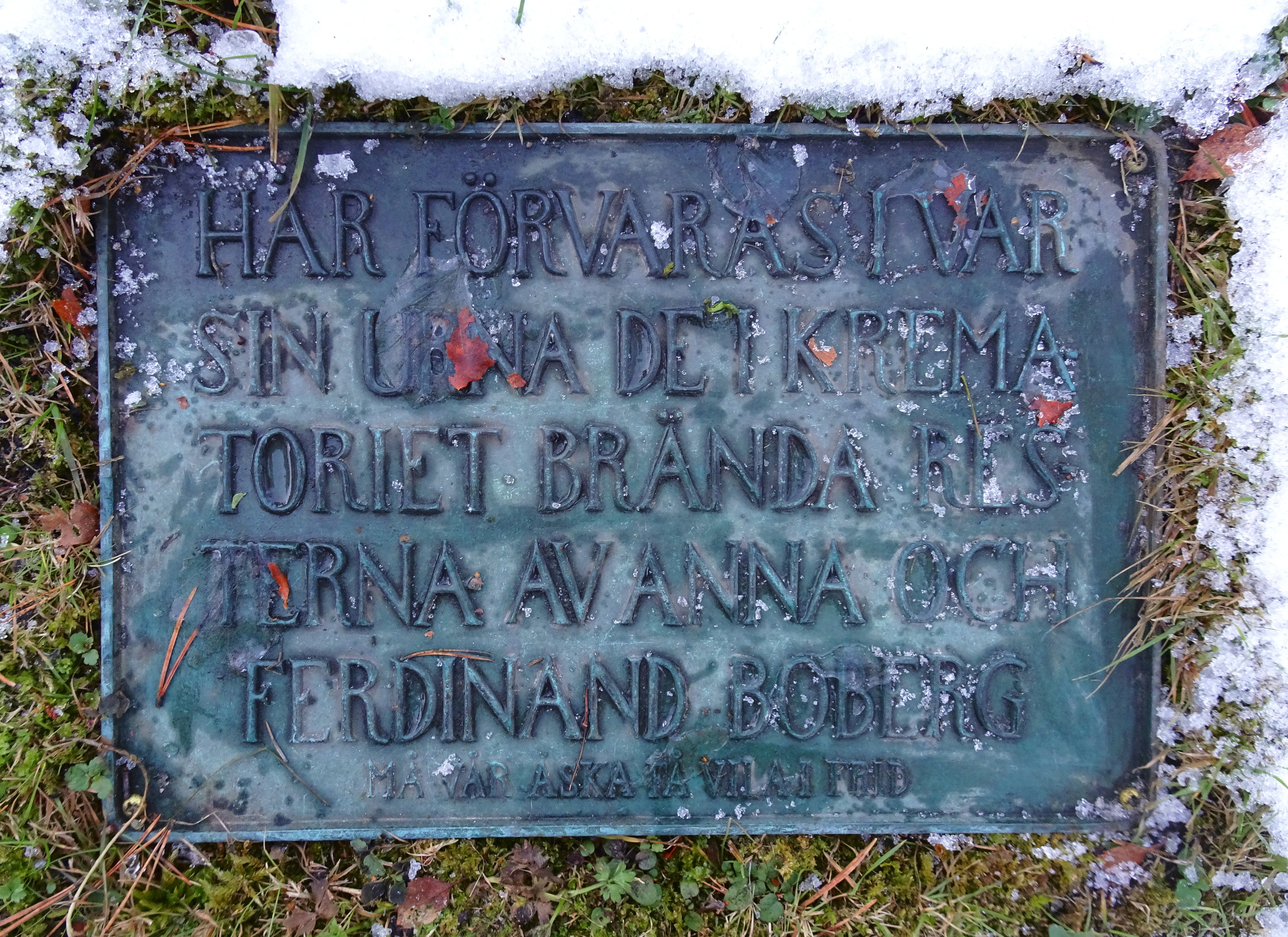
Ferdinand och Anna Bobergs grav.

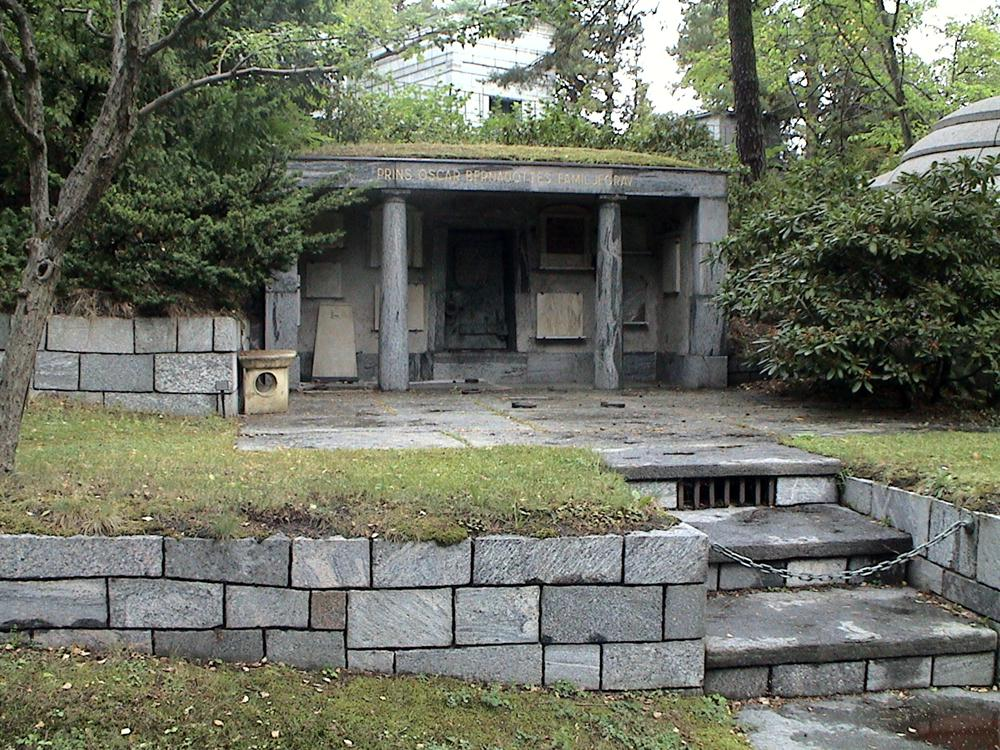
Oscar Bernadottes familjegrav.
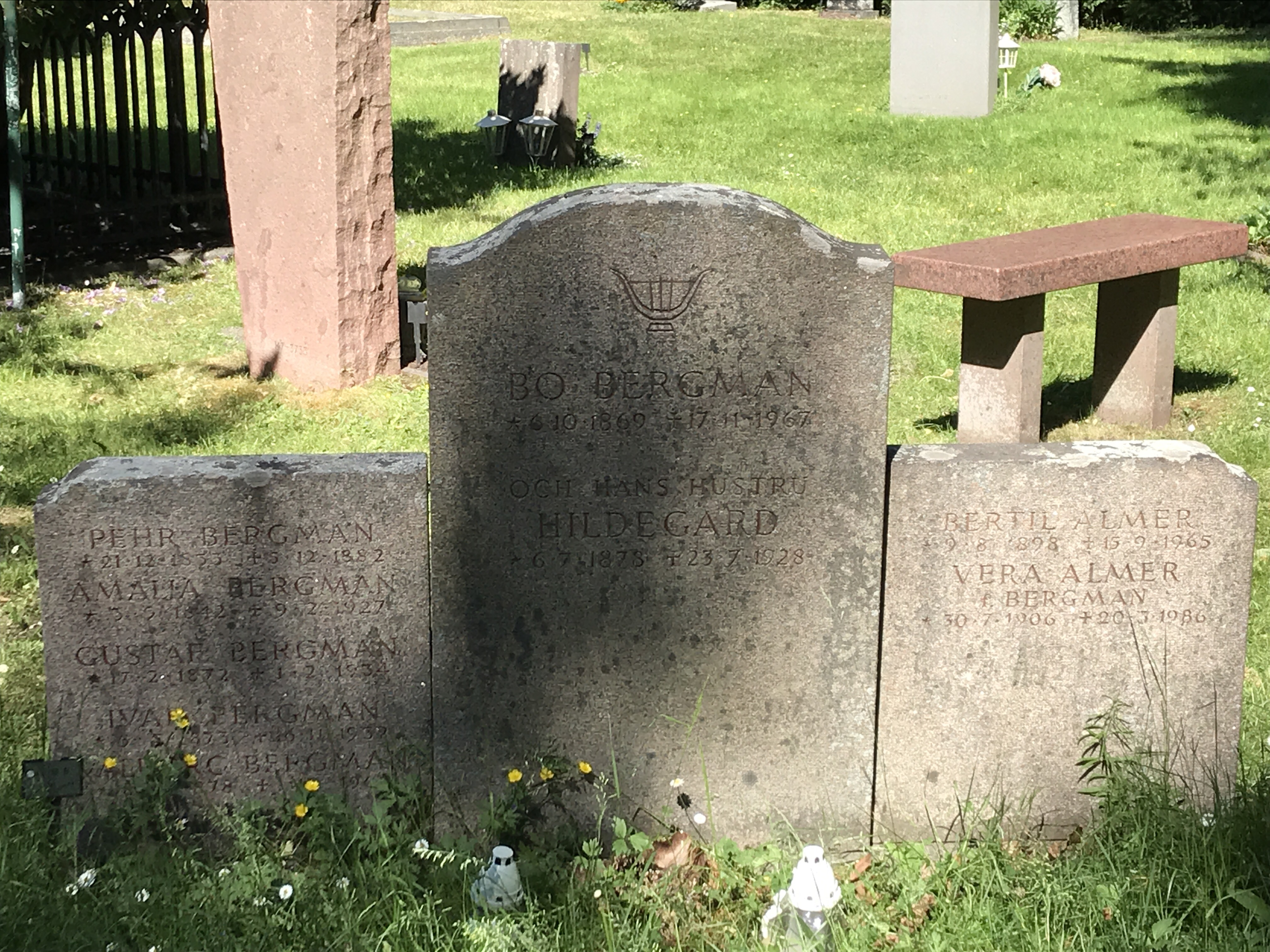
Bo Bergmans familjegrav.
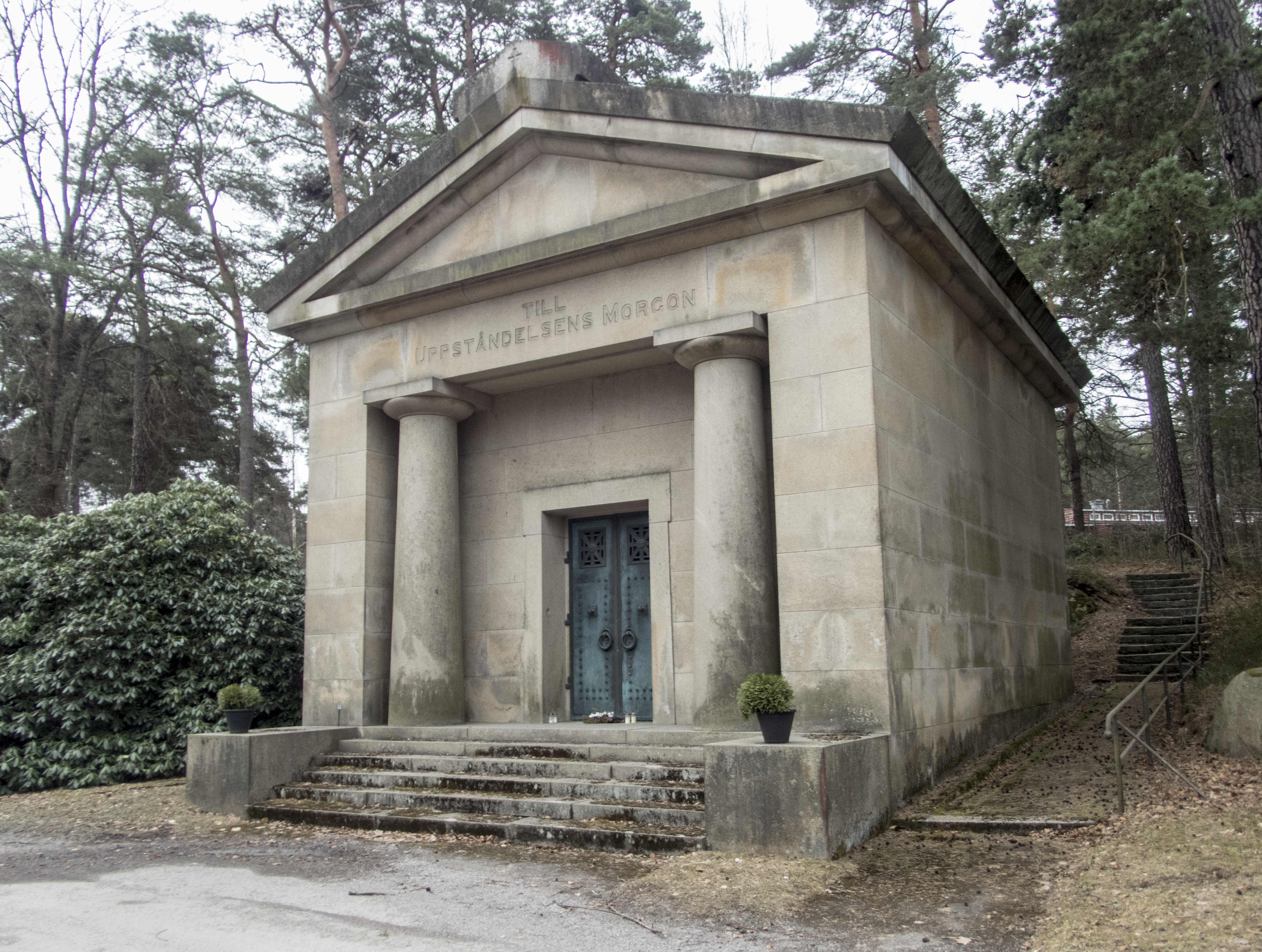
John Bernströms familjemausoleum.
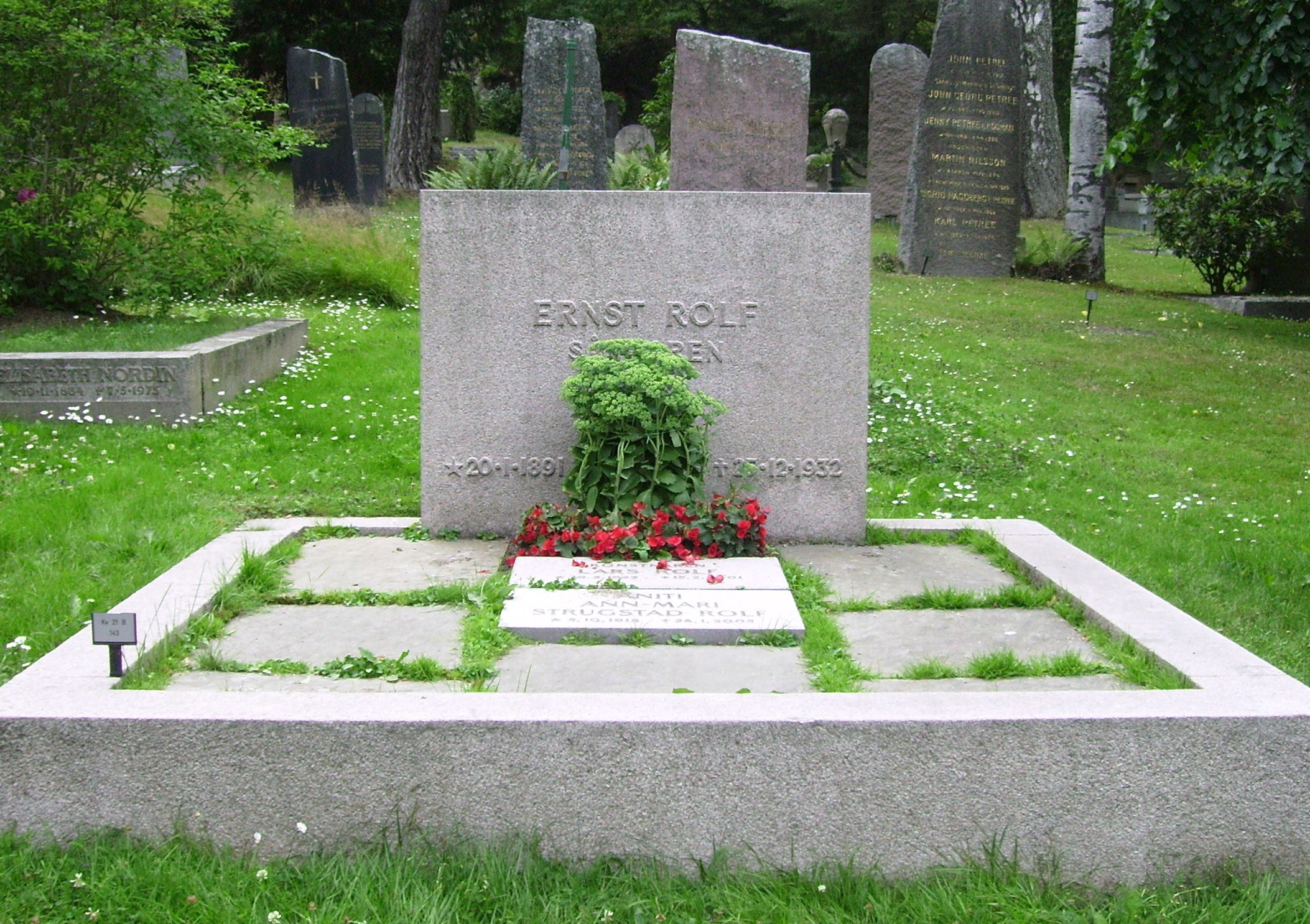
Ernst Rolfs grav.
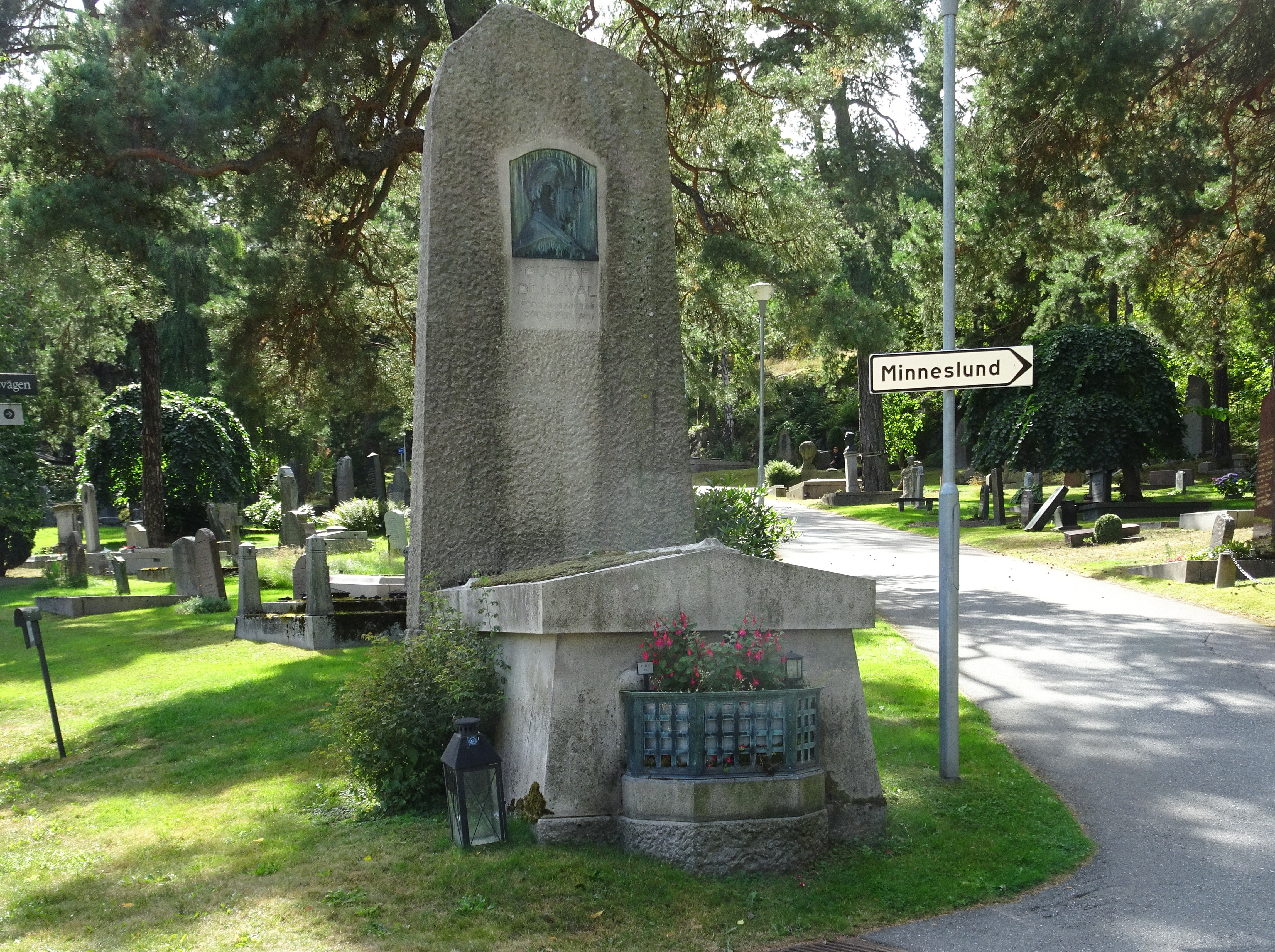
Gustaf de Lavals grav.